# Wörthersee-Architektur
Die sogenannte Wörthersee-Architektur hat zwischen der Eröffnung der damals privaten Südbahn und dem „Anschluss Österreichs“ von 1864 bis 1938 das Erscheinungsbild der Kulturlandschaft um den Wörthersee geprägt. Schlösser, Villen, Boots- und Badehäuser rund um den See sind im sogenannten „Wörthersee-Stil“ errichtet worden. Beispiele sind in Pörtschach, Velden, Krumpendorf, Klagenfurt sowie am Südufer des Sees zu finden.

Parkhotel Pörtschach, 1890

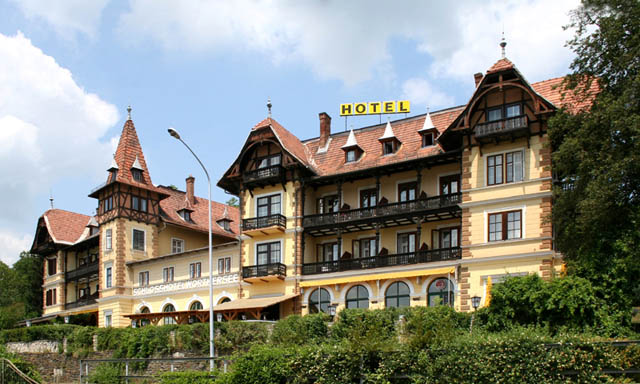
Hotel Woerthersee, 1897, Klagenfurt

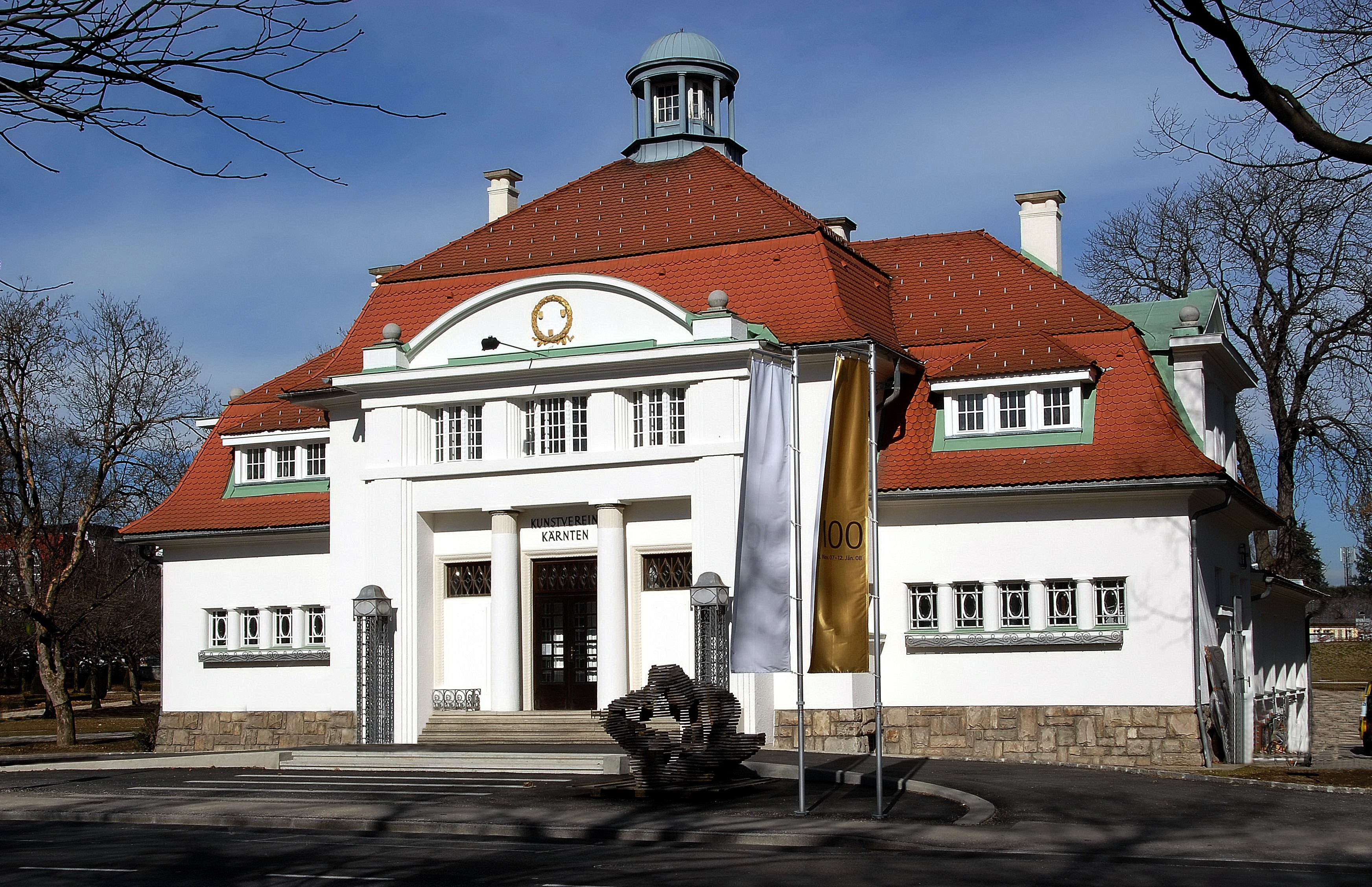
Künstlerhaus, 1913/14, Klagenfurt

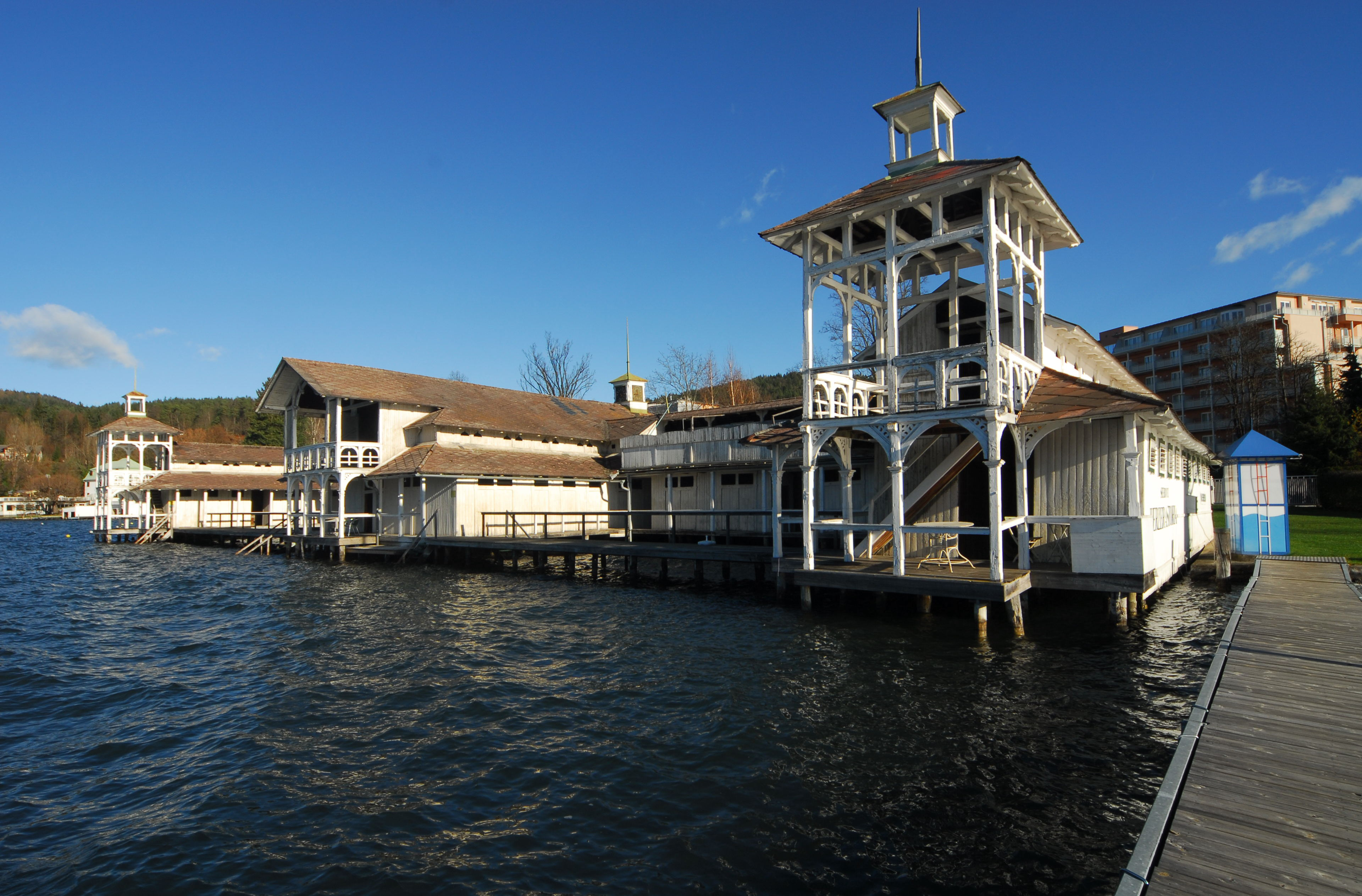
Werzer Bad, 1895, Pörtschach

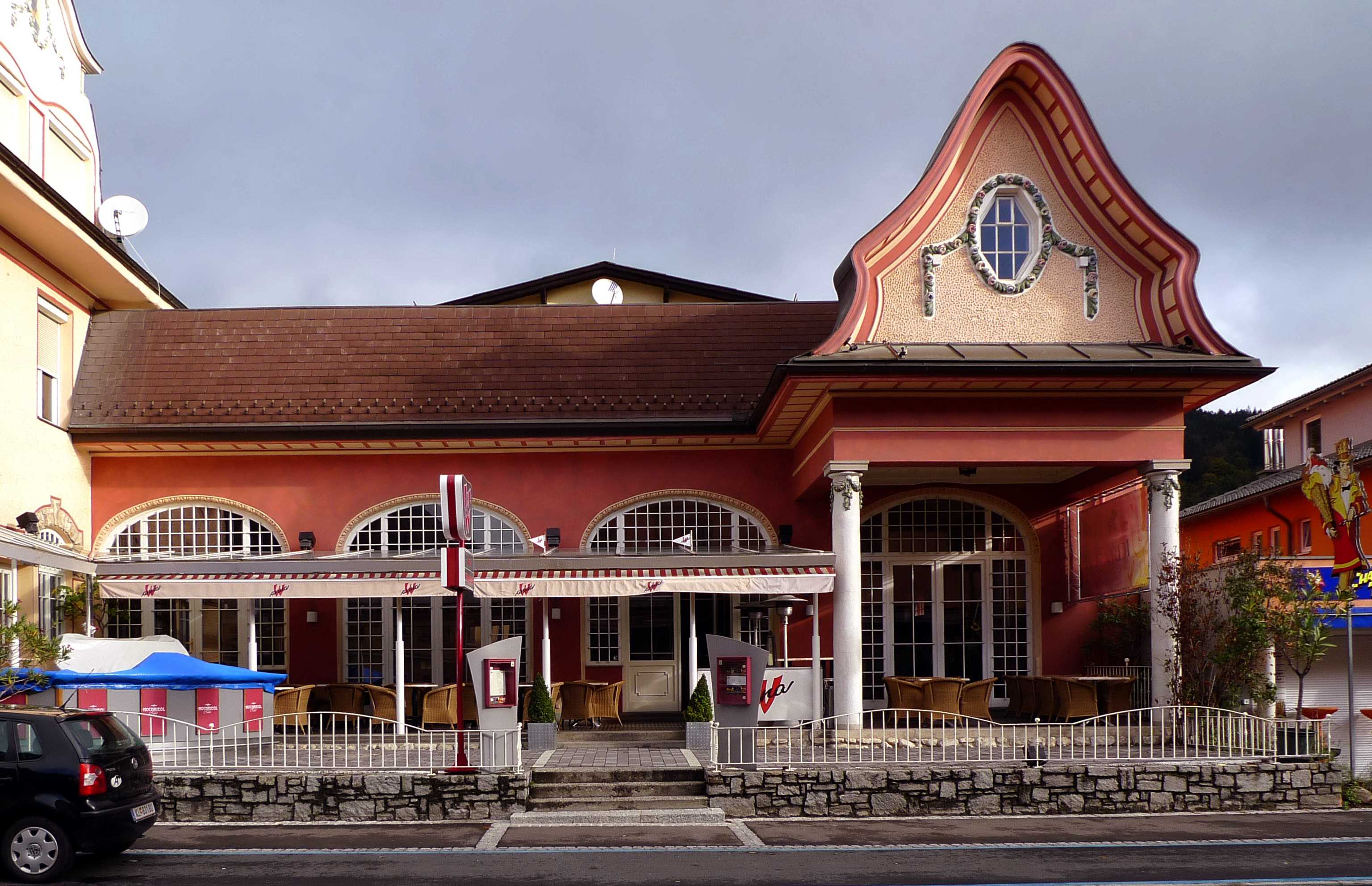
Werzer Etablissement „Kursaal“, 1910, Pörtschach

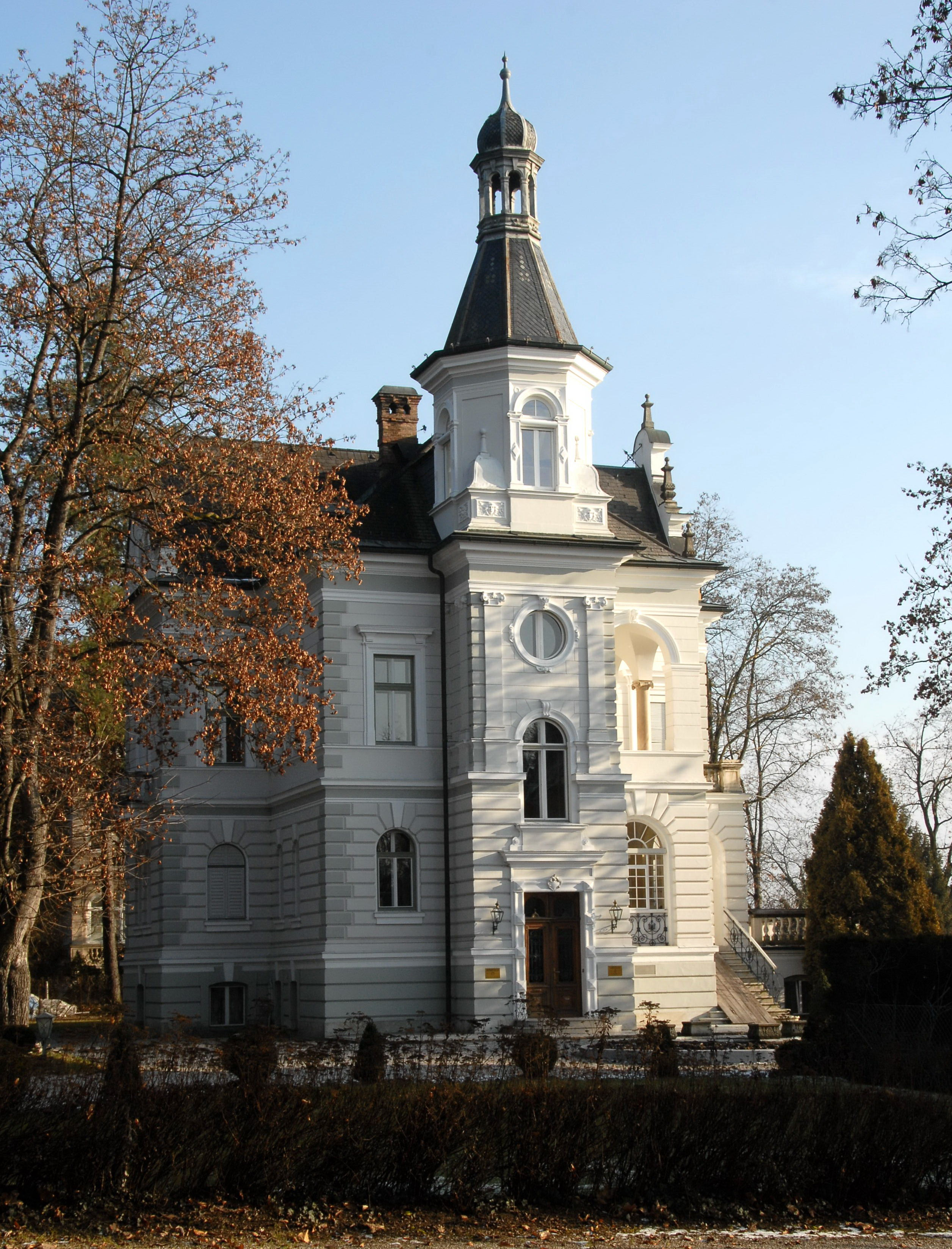
Villa Wörth, 1891, Pörtschach

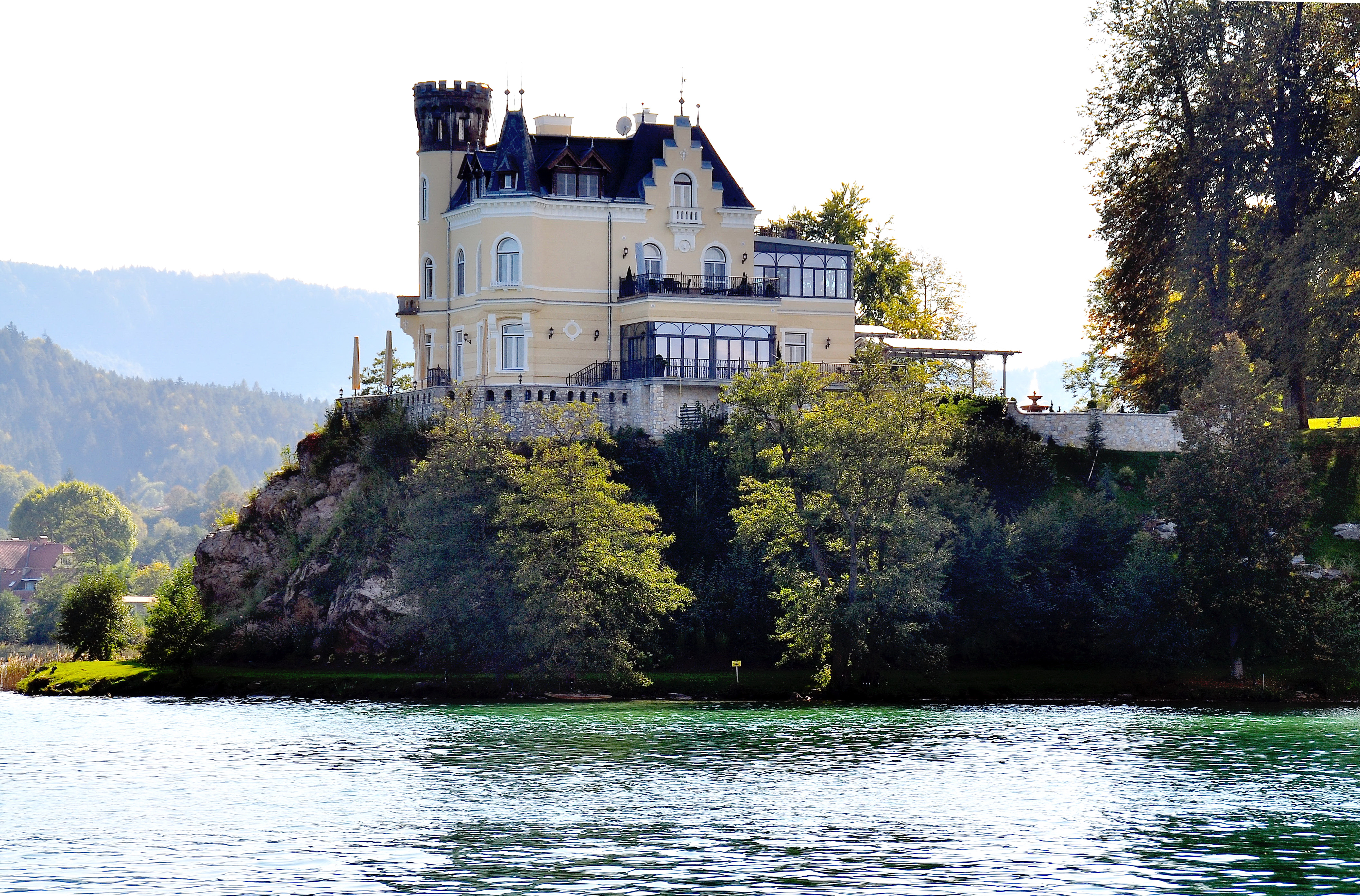
Schloss Reifnitz, 1898

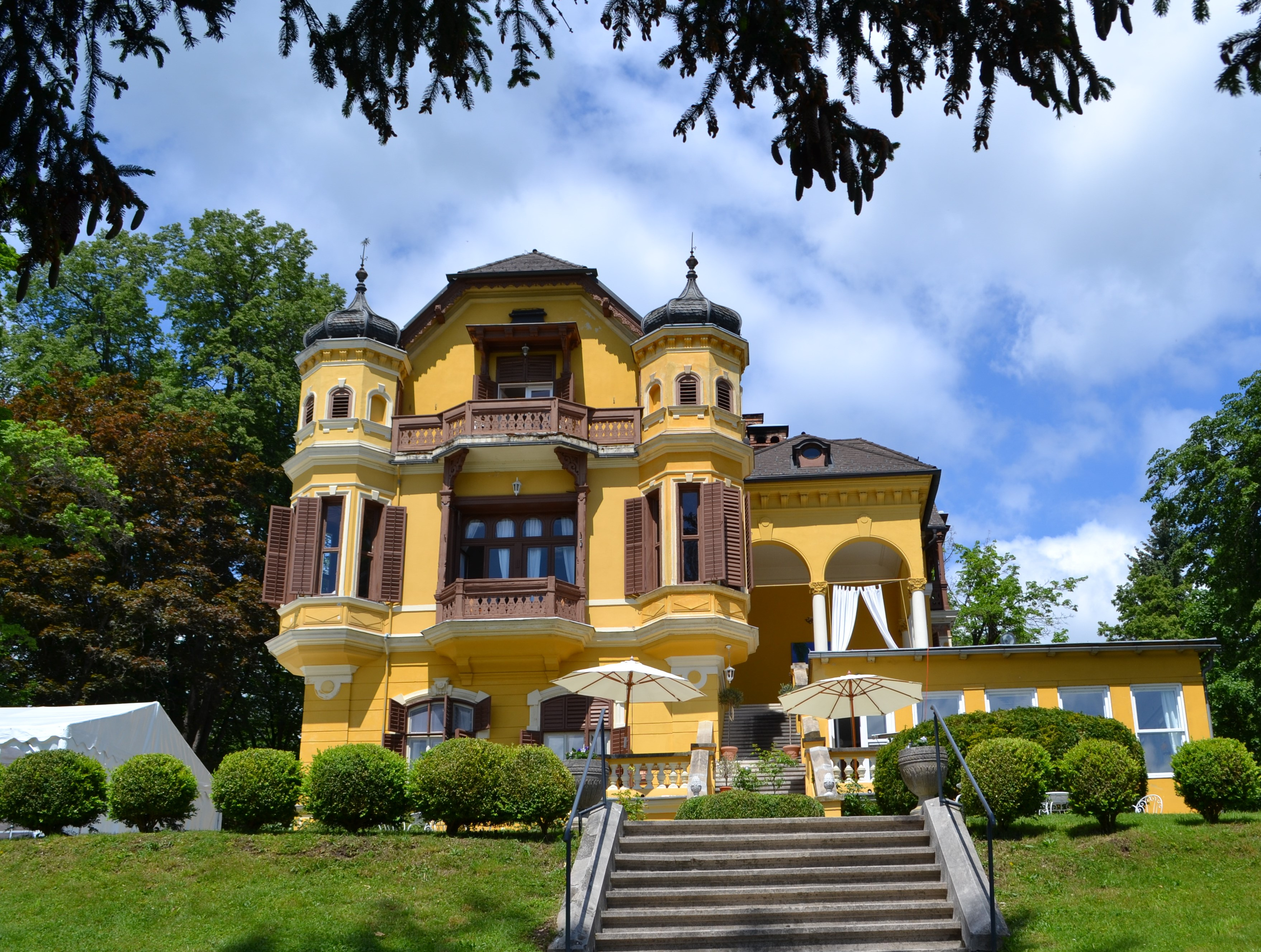
Villa Miralago, 1893, Pörtschach am Wörther See

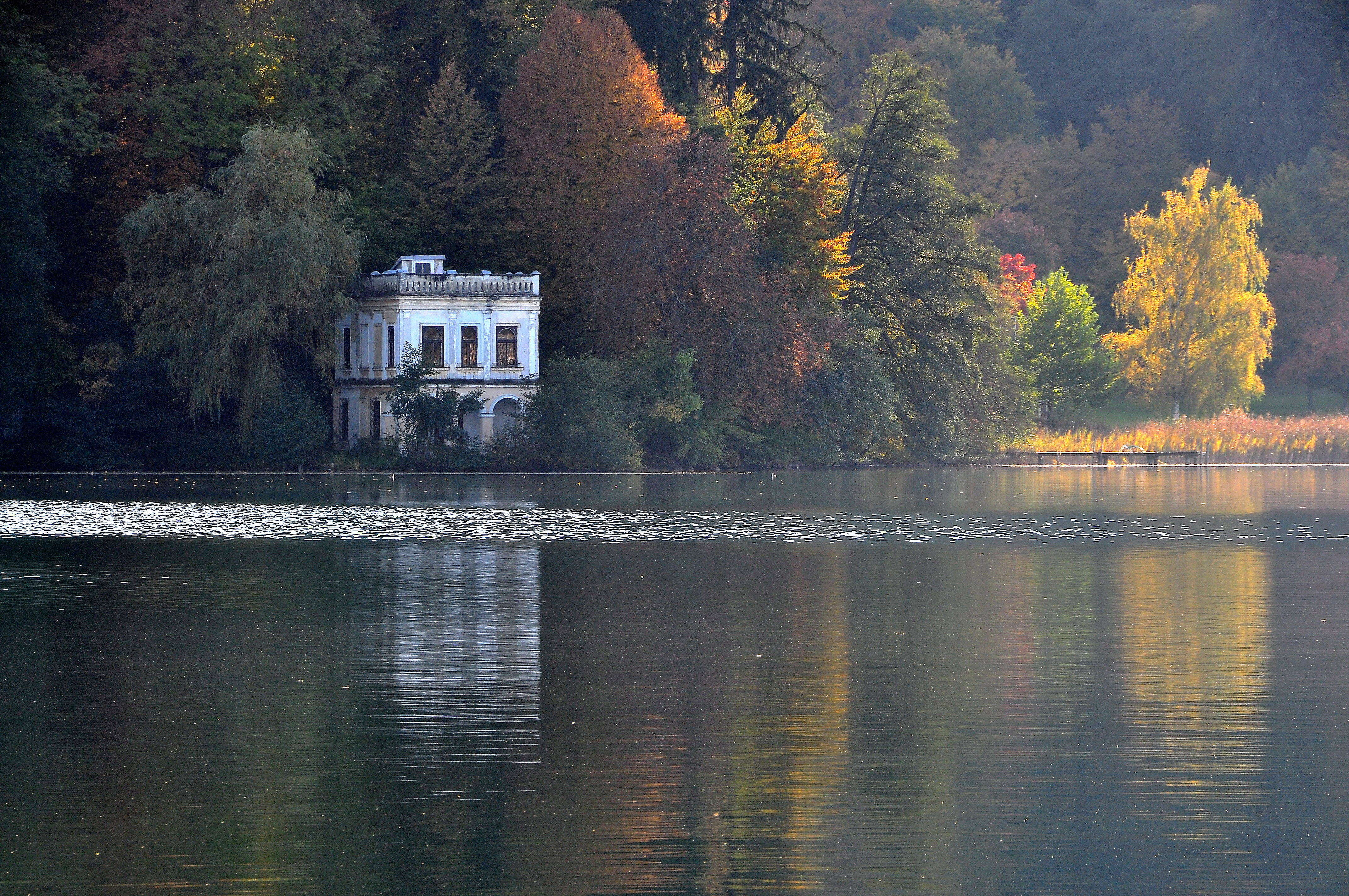
Villa Samek, Südufer, Klagenfurt

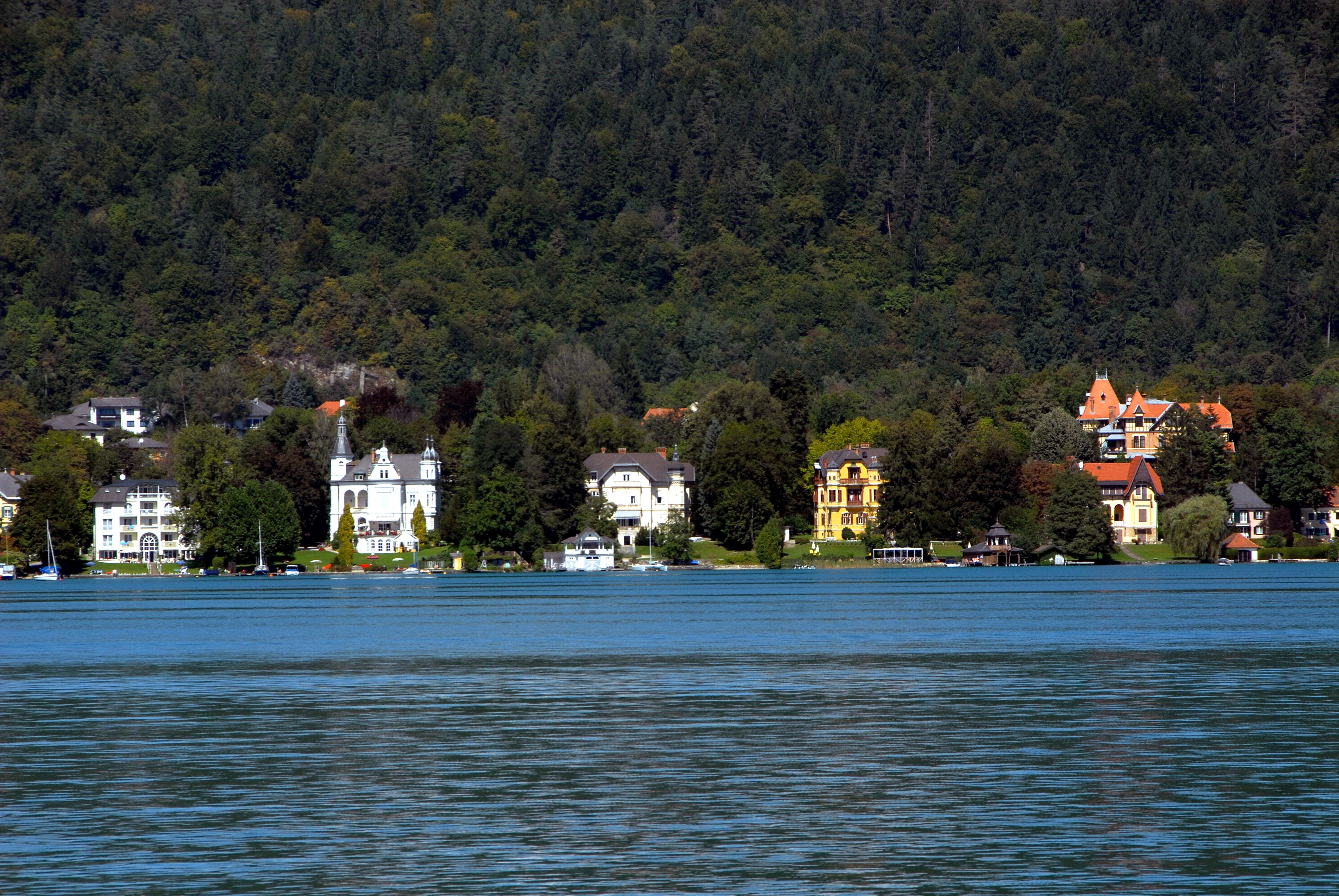
Villen-Ensemble in der Pörtschacher Ostbucht des Wörther Sees

## Wörthersee-Architektur
Friedrich Achleitner beschreibt die sogenannte Wörtherseearchitektur, in einem Text über einen ihrer bekanntesten Vertreter, als Mix zwischen Jugendstil und Regionalromantik, Barock und englischer Landhausarchitektur. Damit stellt sie die regionale Ausprägung des historistischen Heimatstils in Kärntner Seengebiet dar, und hat darin Eigentümlichkeiten, die sie von der Sommerfrische-Architektur etwa im Semmering-Gebiet oder des Salzkammerguts (Salzkammergutstil) unterscheiden.
„Nicht nur einer der ersten, sondern zweifellos auch einer der besten Bauten Baumgartners in Kärnten. Jugendstil und Regionalromantik, Barock und englische Landhausarchitektur führten hier zu einem unglaublich variablen architektonischen Vokabular, das in jeder Situation, ob beim Klein- oder Großobjekt, in der Spanne zwischen Behaglichkeit und Repräsentation, zwischen öffentlichem Anspruch und privater Zurückgezogenheit angewendet werden konnte. Baumgartner hat hier ein Instrumentarium für die sogenannte Wörtherseearchitektur geschaffen, das alle Ansprüche an eine gehobene Erholungsarchitektur befriedigen konnte.“

## Architekten
- Franz Baumgartner (1876–1946), Wien, Velden
- Josef Victor Fuchs, Tschechien
- Büro Fellner & Helmer, Theaterbauer, Wien
- Wilhelm Heß, Klagenfurt
- Friedrich Theuer, Wien
- Carl Langhammer, Wien
- Josef Hoffmann, Wien
- H. Kowatsch
- Wolfgang Weberitsch (1902–1991), Klagenfurt.[3]

## Bauwerke

### Klagenfurt
- Ruderverein Albatros 1908/1909, Franz Baumgartner, Friedlstrand 11
- Strandbad Klagenfurt 1927, Architekten: Franz Koppelhuber und P. Theer, Metnitzstrand 2
- Hotel Wörthersee 1891–97, Architekt: Wilhelm Hess, Villacher Straße 338
- Künstlerhaus Klagenfurt 1913/1914, Franz Baumgartner, Goethepark 1
- Villa Koss 1929, Franz Baumgartner, Egger-Lienz-Weg Nr. 24
- Stauderhof 1909, Stauderplatz 8, Architekt: Franz Baumgartner
- Stadttheater Klagenfurt 1910, Architekten: F. Fellner und H. Helmer, Theaterplatz 5

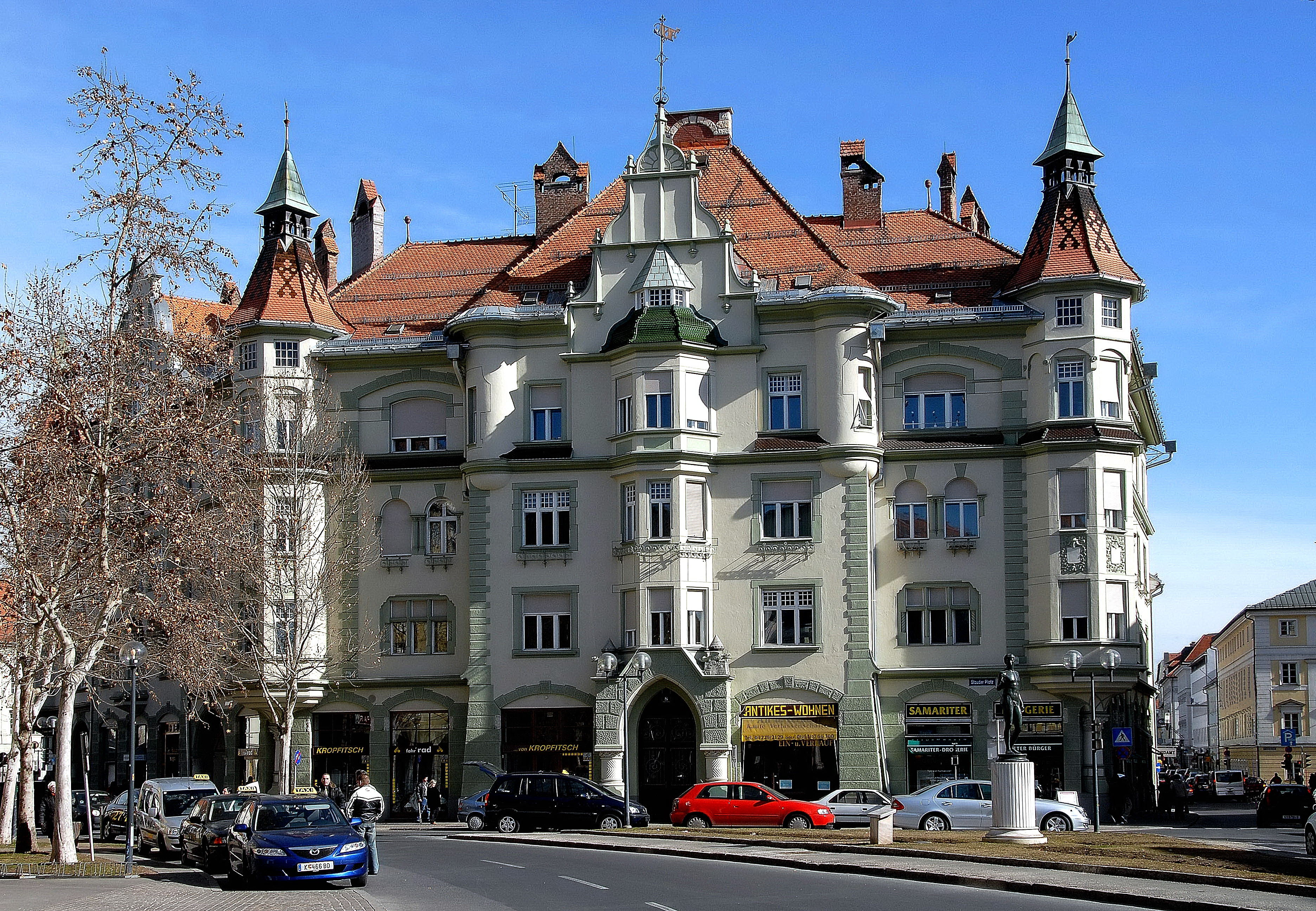
„Stauderhof“ in Klagenfurt, 1909, Entwurf von Franz Baumgartner
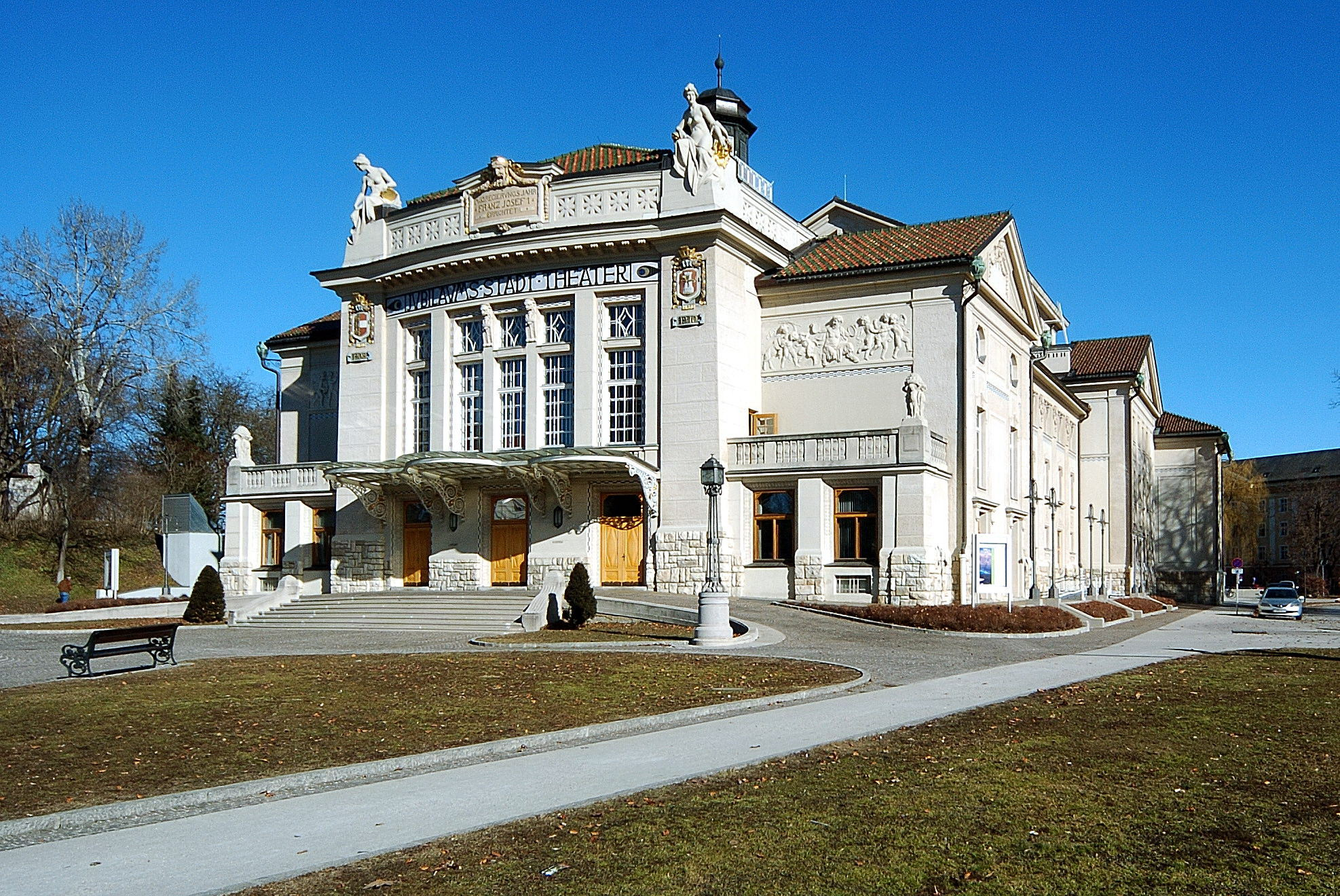
Stadttheater Klagenfurt
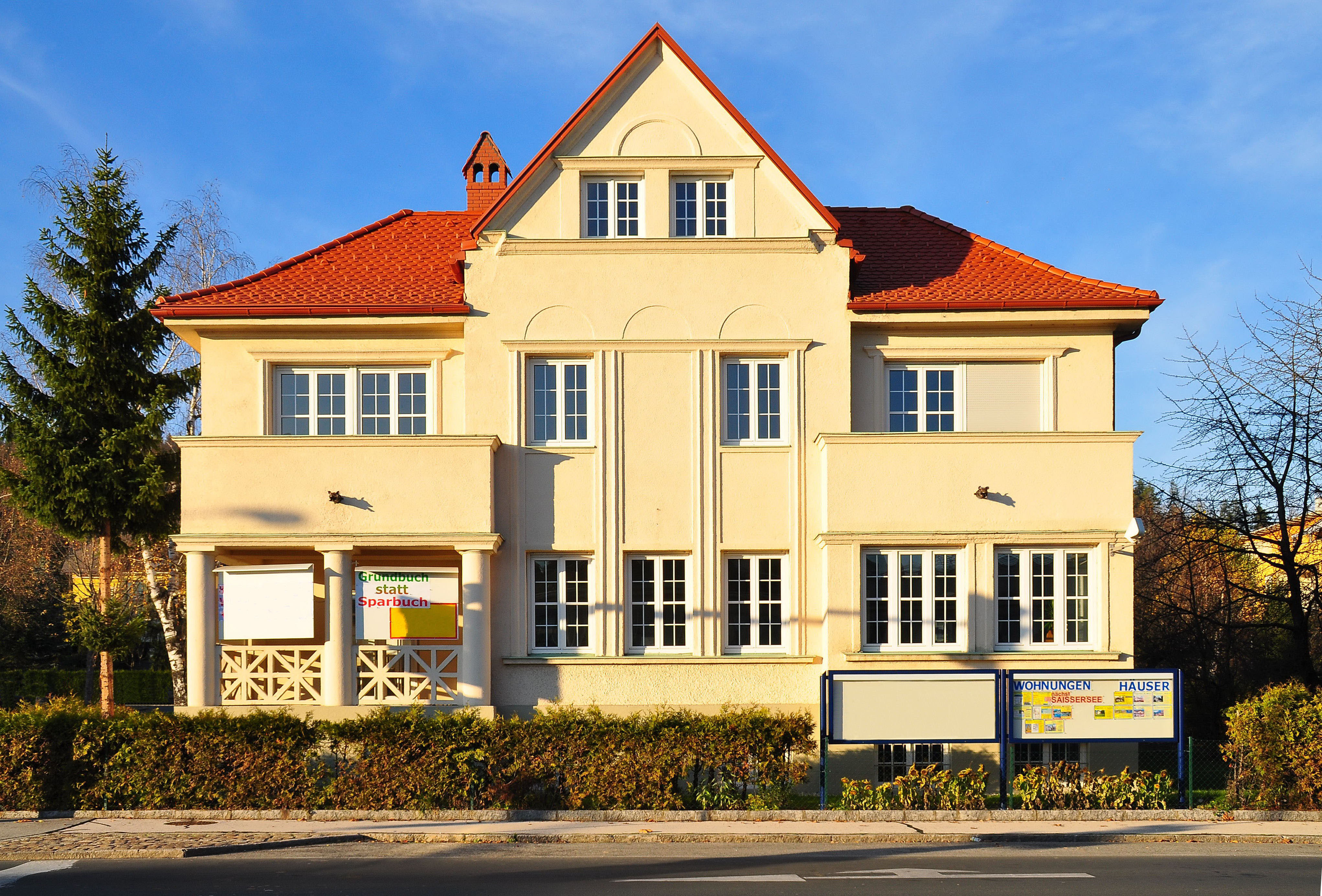
„Villa Koss“, 1929, Entwurf von Franz Baumgartner, Egger-Lienz-Weg Nr. 24
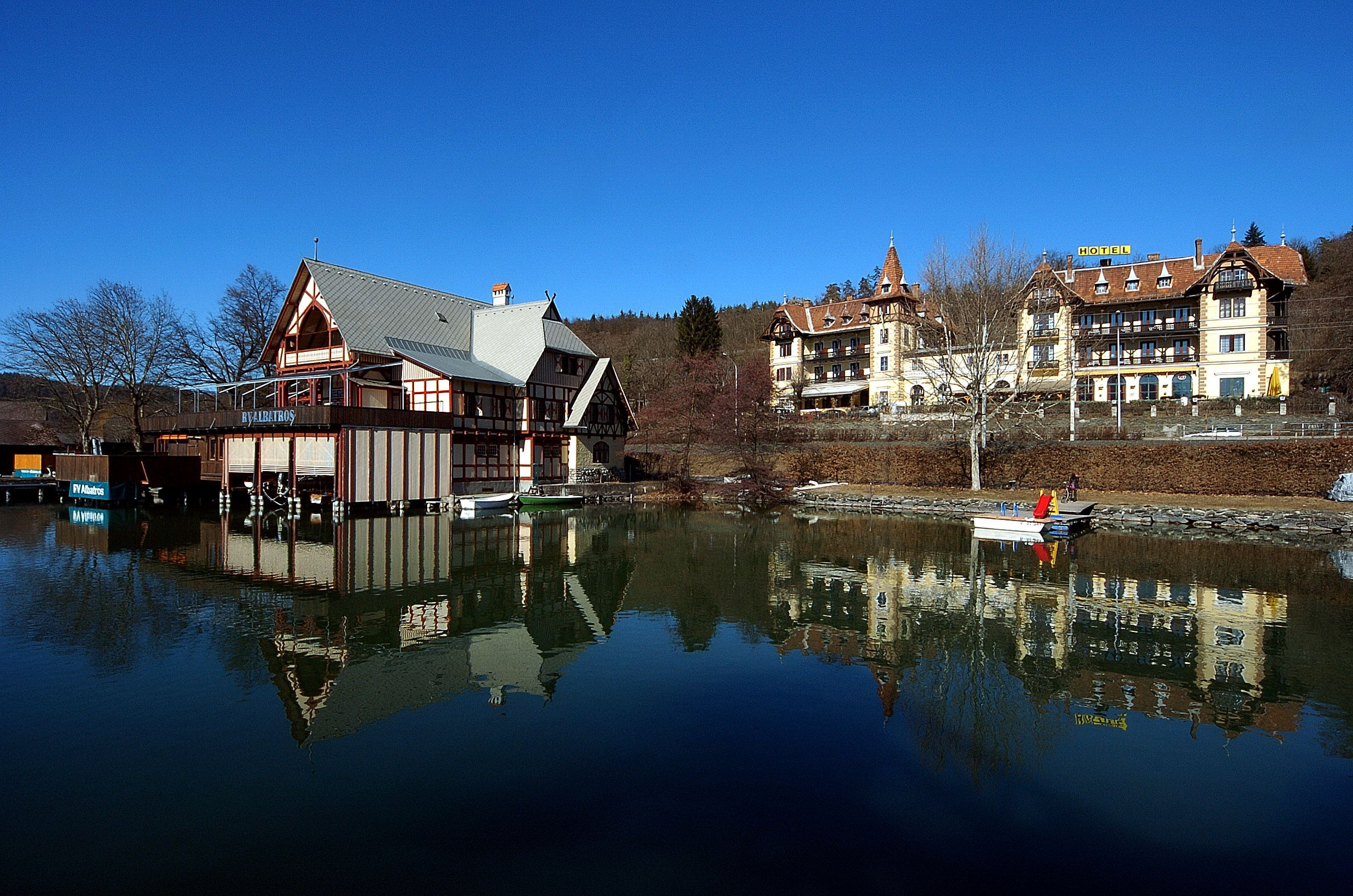
Ruderverein „Albatros“ und Hotel „Wörthersee“ in Klagenfurt

### Krumpendorf
- See Restauration, 1902, Bauherr: Bürgermeister Josef Pamperl
- Haus Schindler, Kaiserallee 28, Architekt: Franz Baumgartner
- Bahnhofhotel (heute Kärntnerhof), Hauptstraße
- Parkvilla, 1880, Parkweg 1
- Villa Schwalbennest (vormals Villa Janesch), 1889, Berthastraße 59, Architekt: Friedrich Sigmundt
- Schlössl am See, Pamperlallee 25
- Villa Madile, 1890 (vormals Villa Freiherr Basso von Gödel-Lannoy), Vogelberg 26, Entwurf und Ausführung: STBM Franz Madile
- Villa Haybäck, 1902, Am Hang 6, Architekt: Karl Haybäck

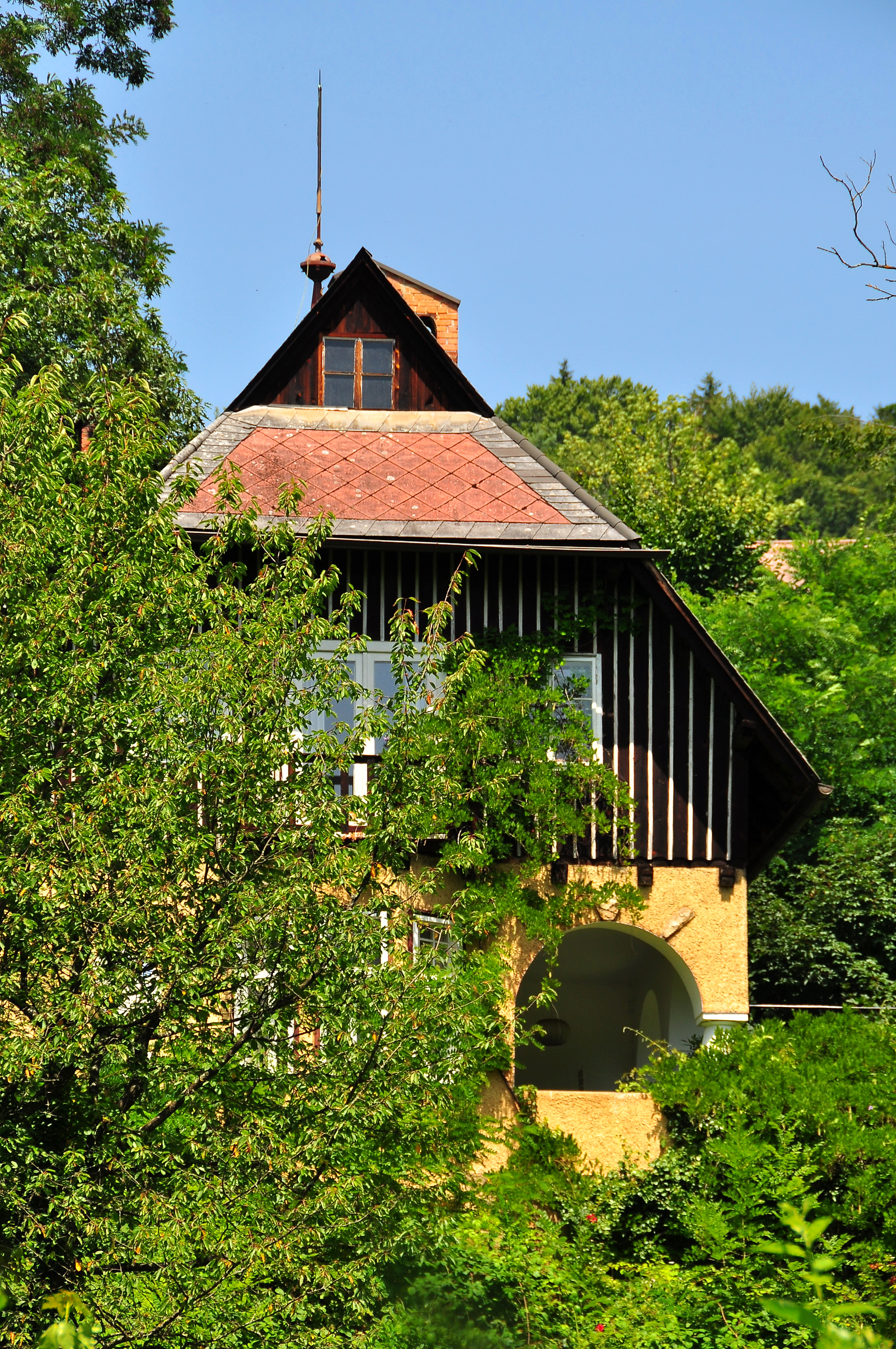
Haus Schindler, Kaiserallee 28
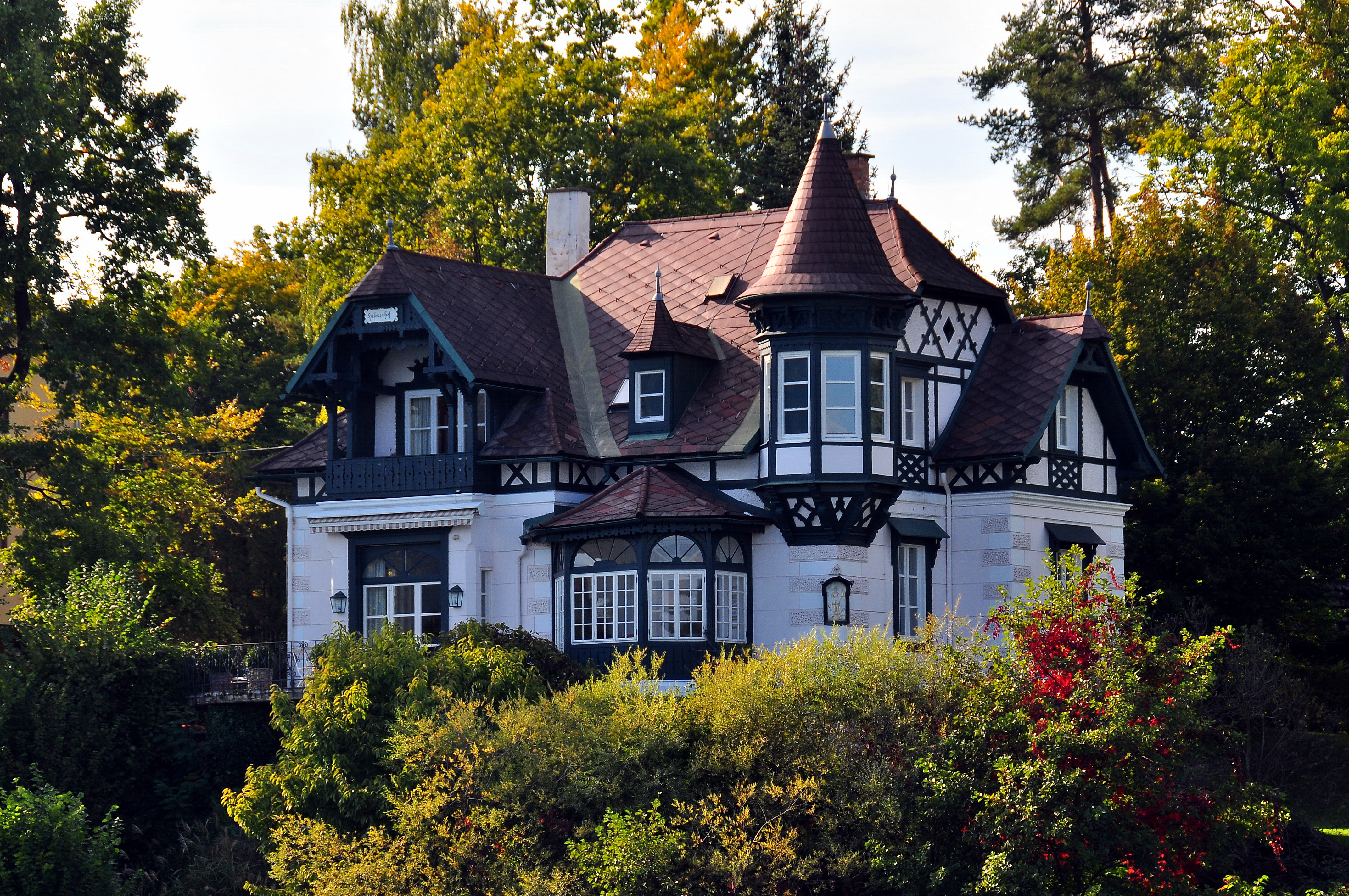
Villa Schwalbennest, Berthastraße 59
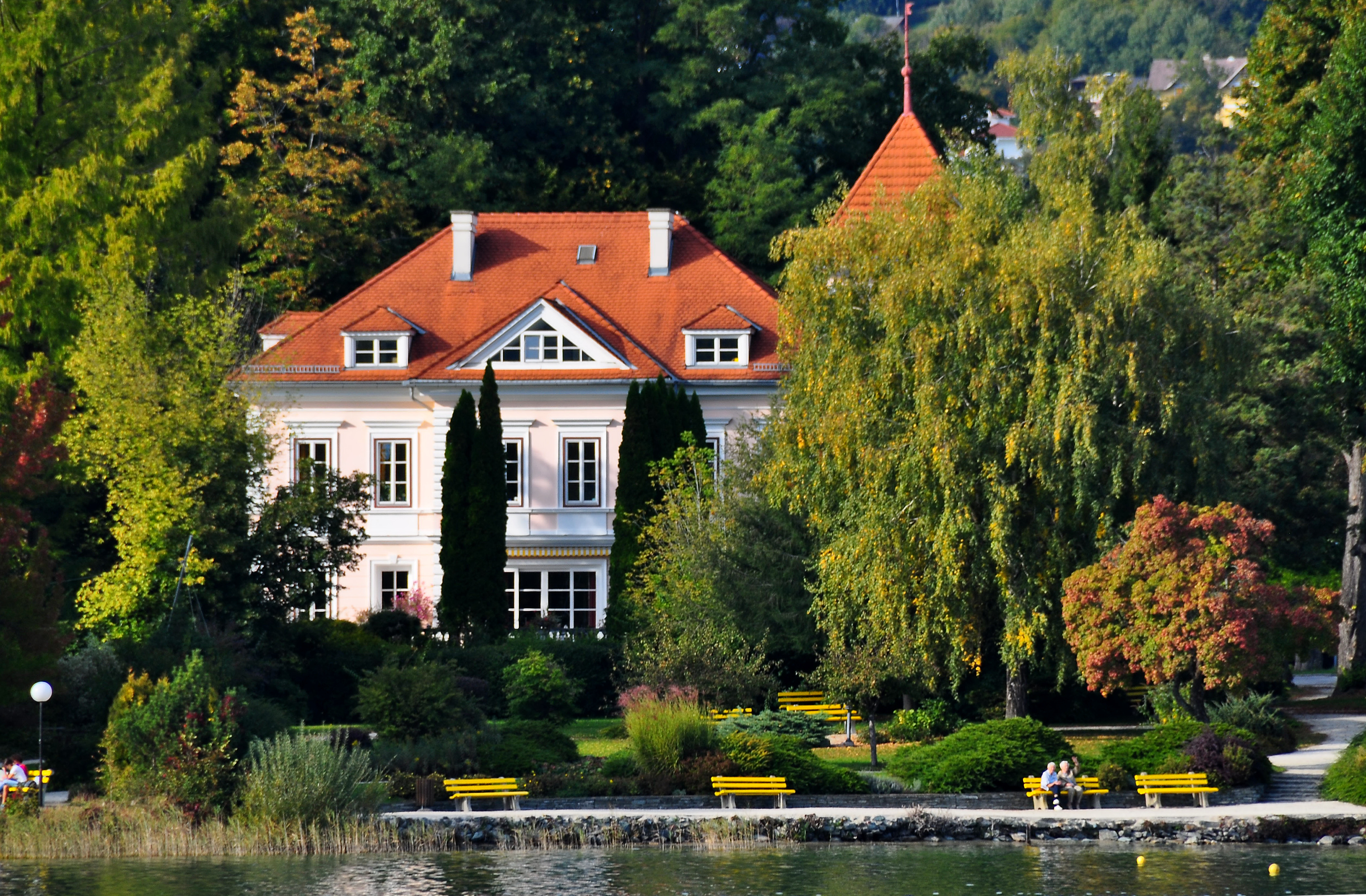
Parkvilla, Parkweg 1
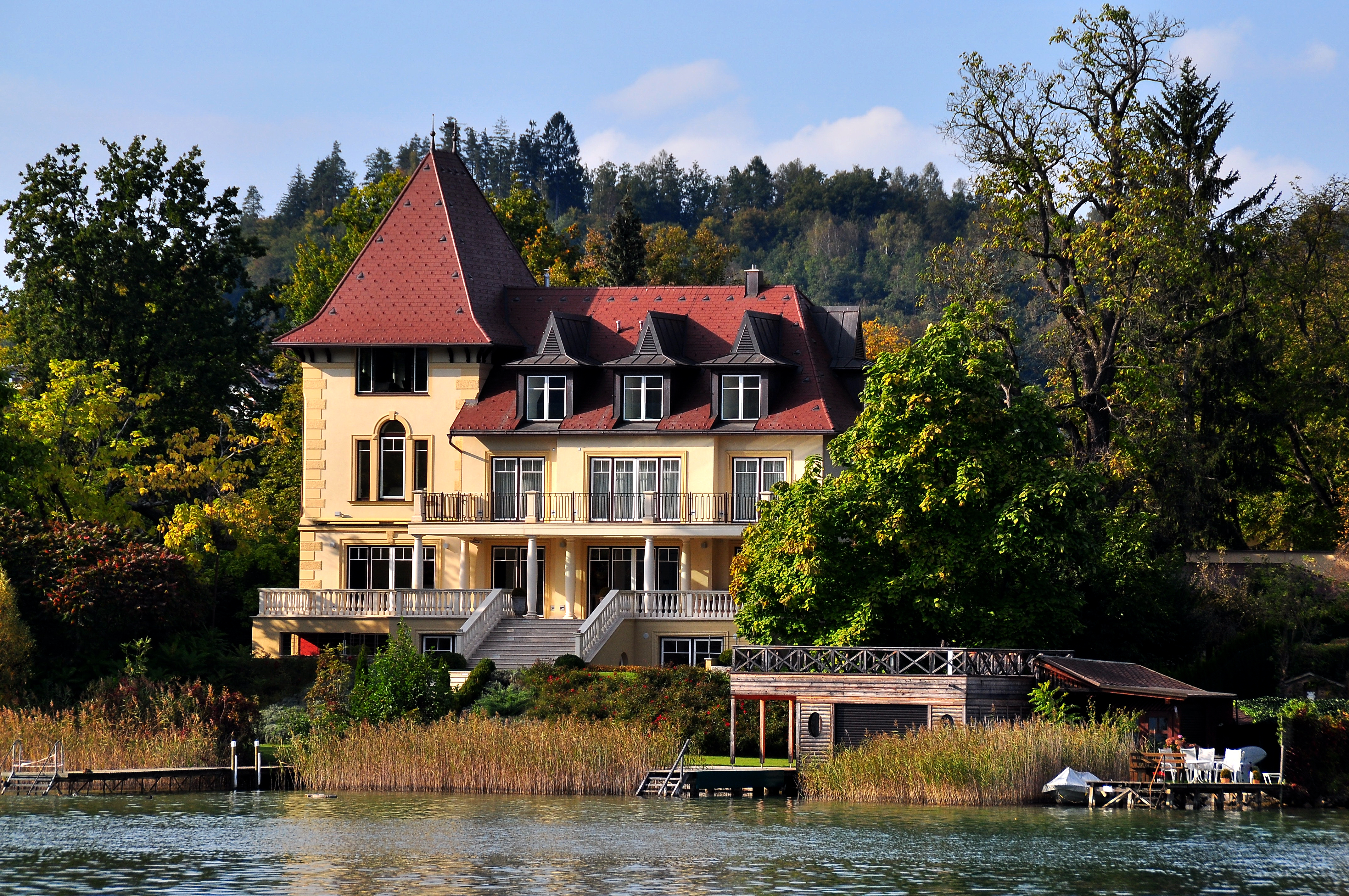
Schlössl am See, Pamperlallee 25
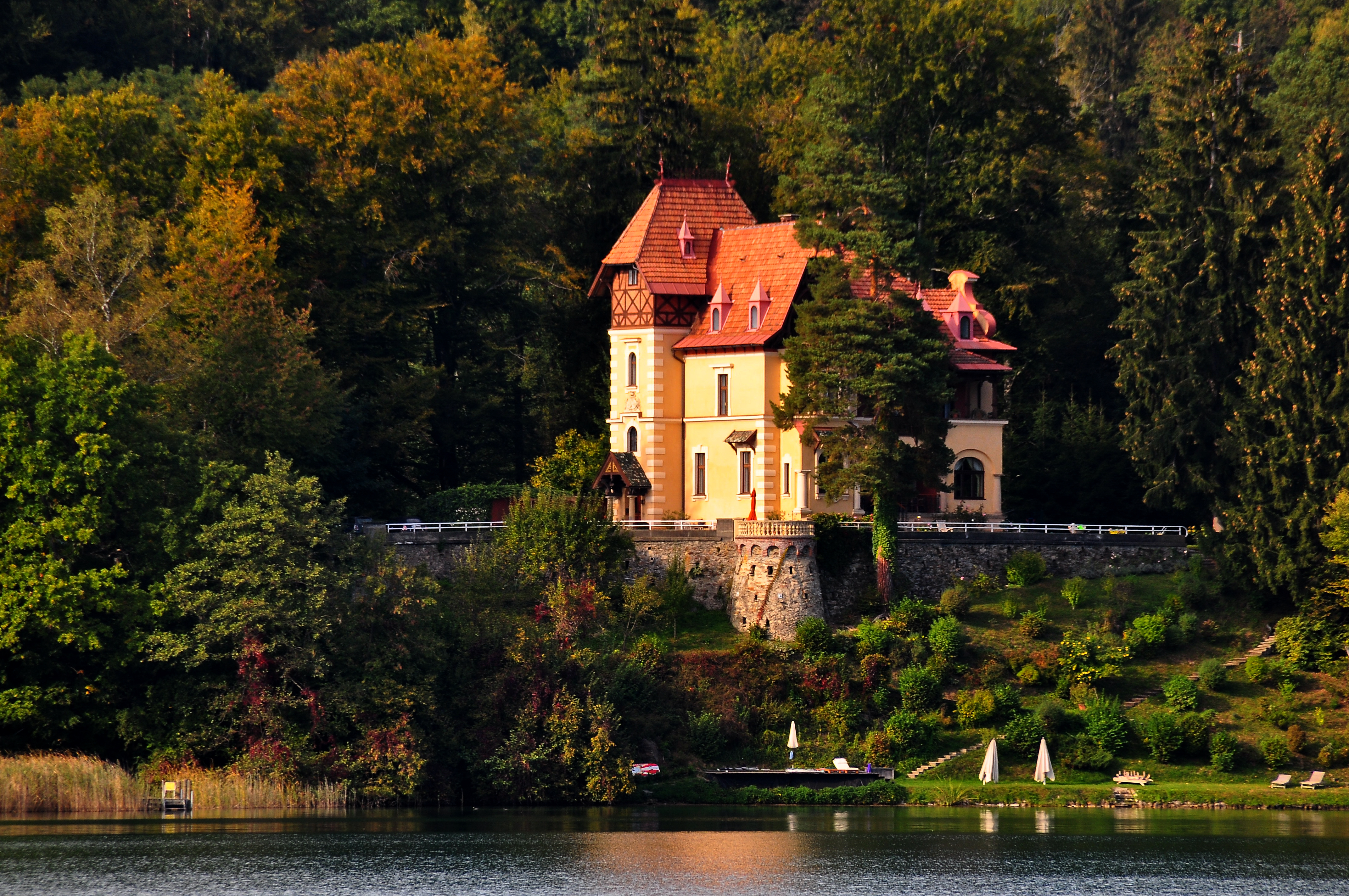
Villa Vogelberg, Vogelberg 26
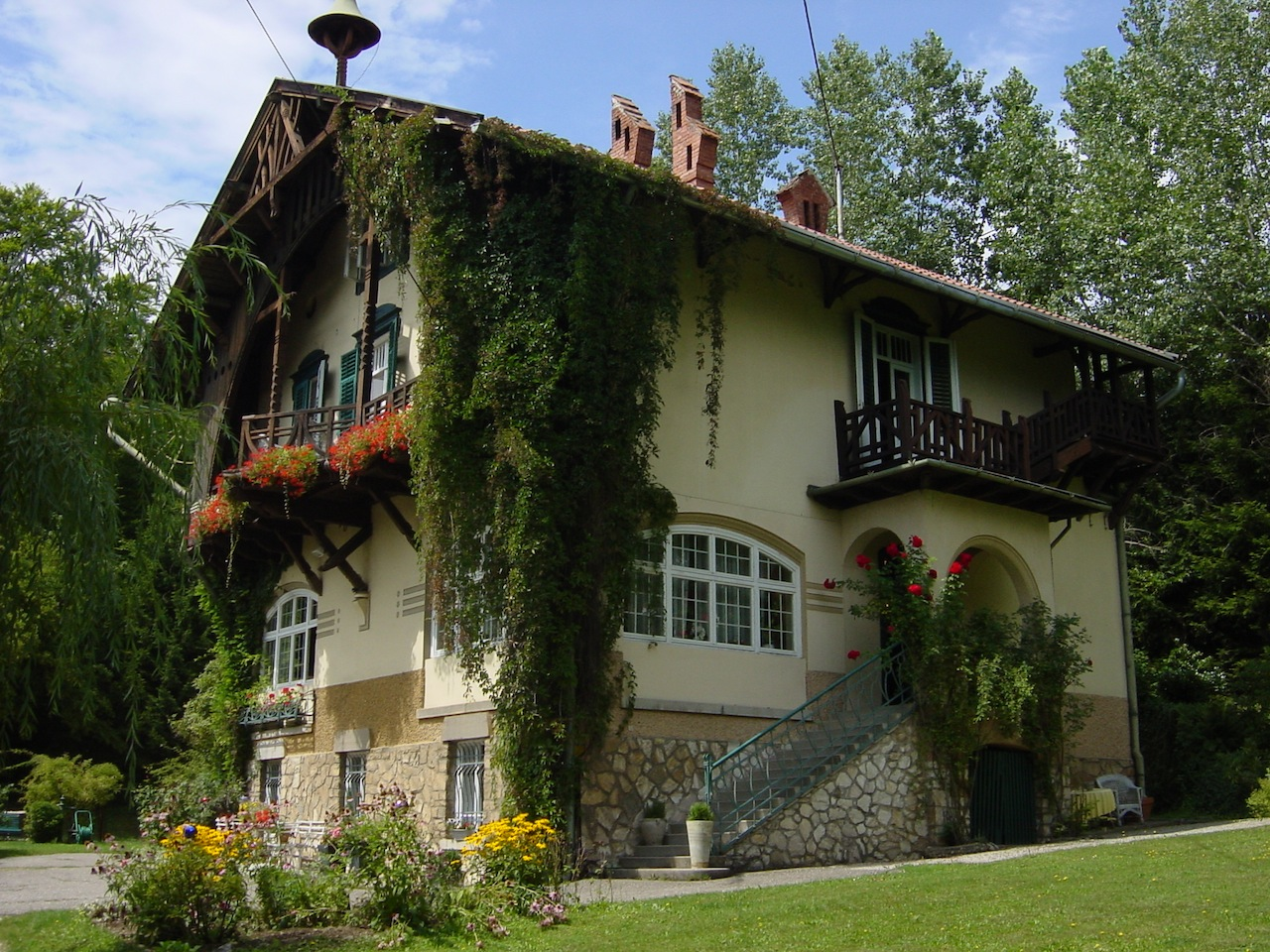
Villa Haybäck, Am Hang 6

### Pörtschach
- Villa Adolf (ehem. Villa „de capitano“) 1905, Winklerner Straße 49, Architekt: Josef Victor Fuchs, Historismus
- Werzer-Bad 1895, Werzer Strand 16, Architekt; Josef Victor Fuchs, „Letzte noch erhaltene Badeanlage der Jahrhundertwende“
- Parkhotel Pörtschach (Wahliss) 1890, Elisabethstr 22
- Villa Wörth 1891, Johannaweg 5, Architekt: Josef Victor Fuchs, „deutsche Renaissance“
- Villa Venezia 1891, Johannaweg 1, Architekt: Josef Victor Fuchs, „Romantischer, von der italienischen Renaissance geprägter Historismus“
- Villa Miralago

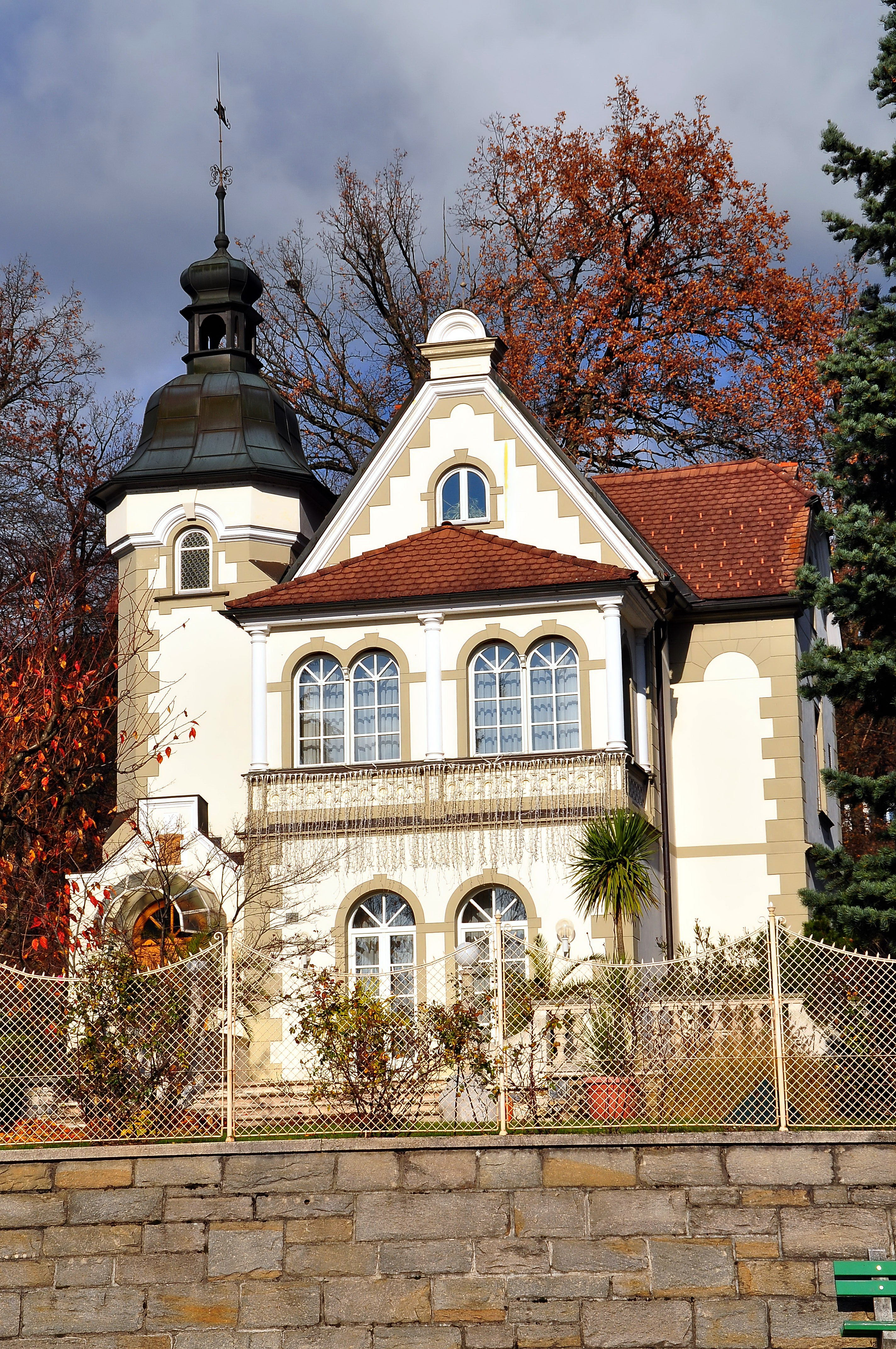
Lieleg Schlössl, Architekt Carl Miller 1899, Umbau Franz Baumgartner 1911
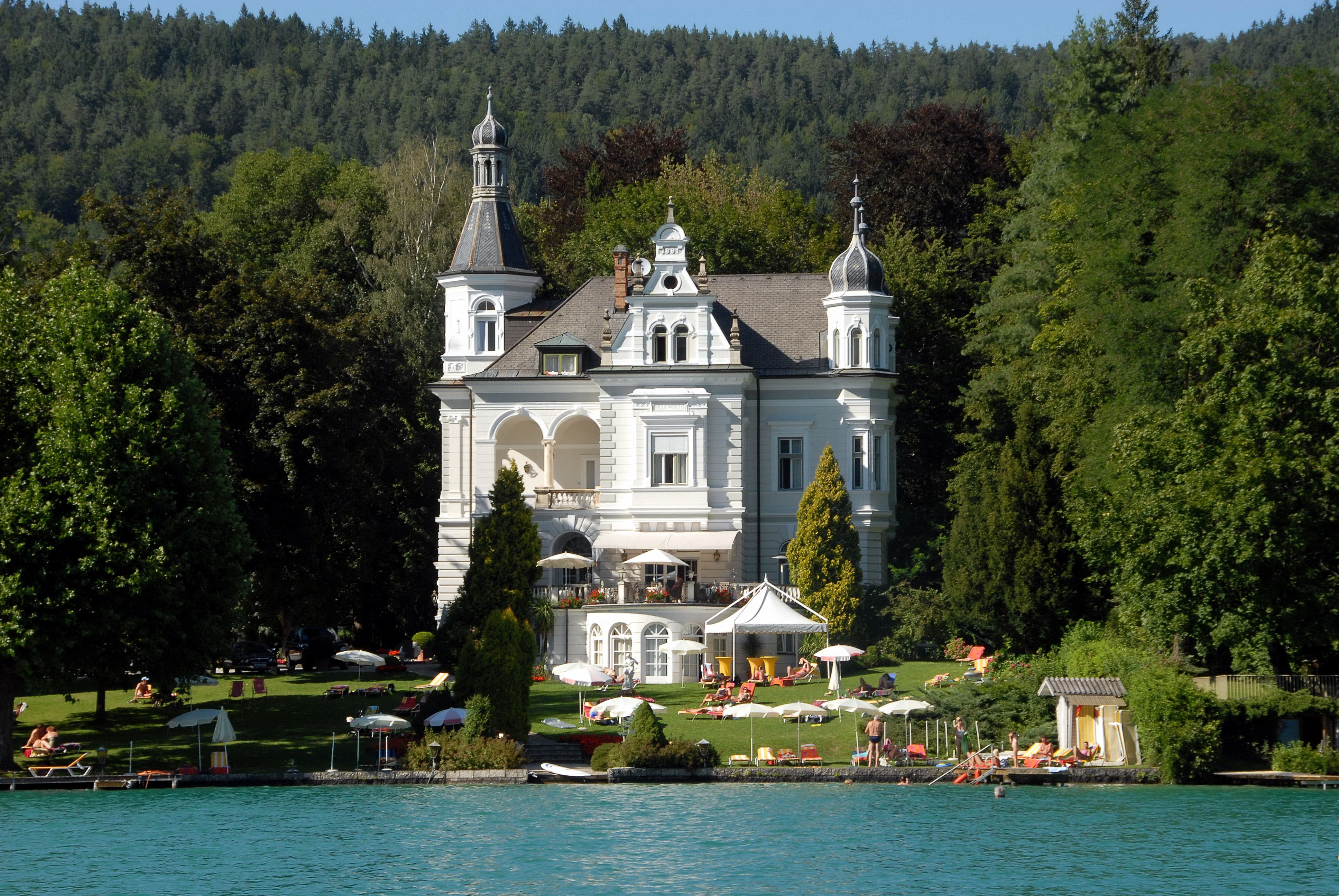
„Villa Wörth“ (Architekt Josef Victor Fuchs, 1891), Johannaweg 5
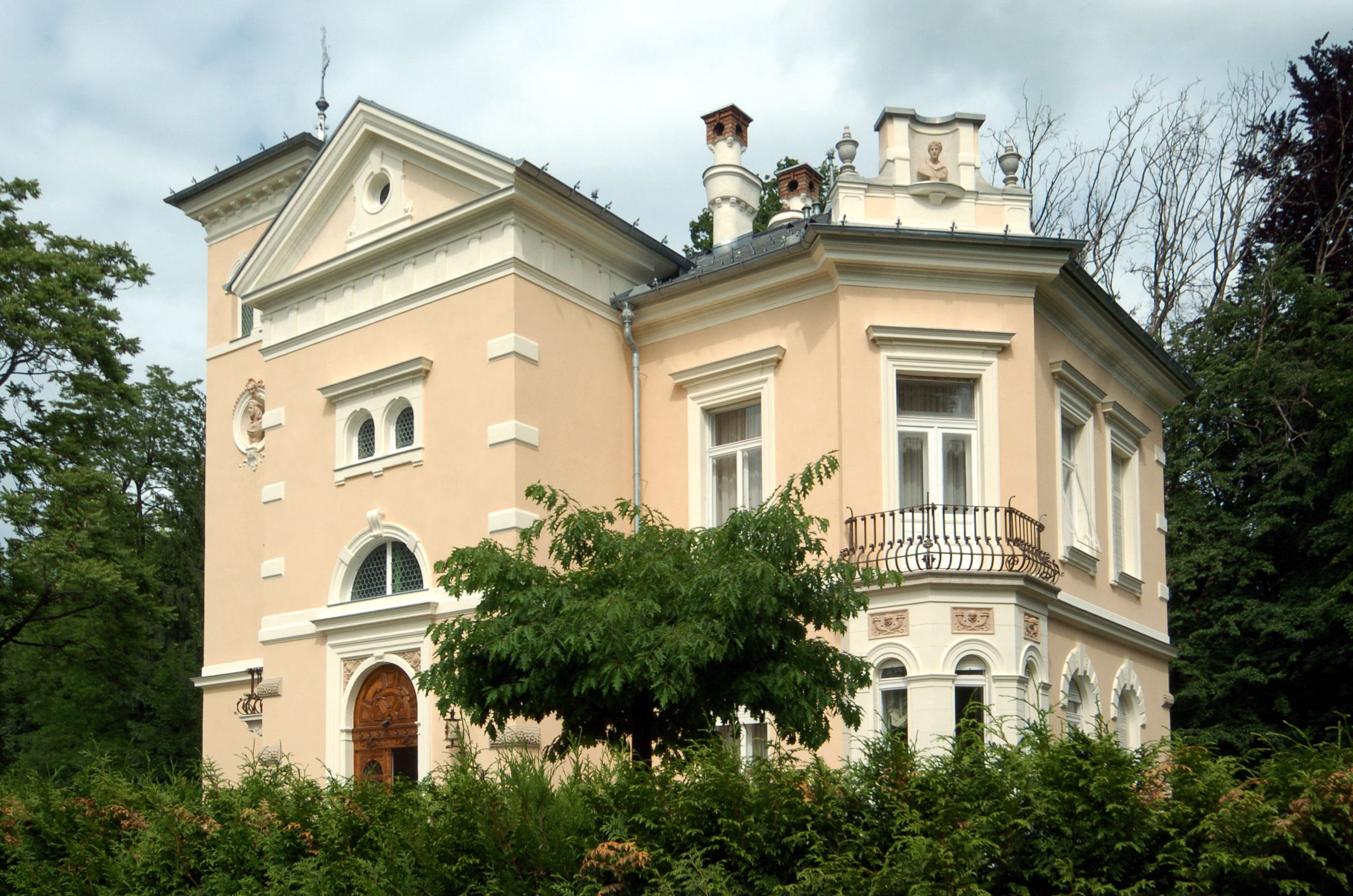
„Villa Venezia“ (Architekt Josef Victor Fuchs), Johannaweg 1
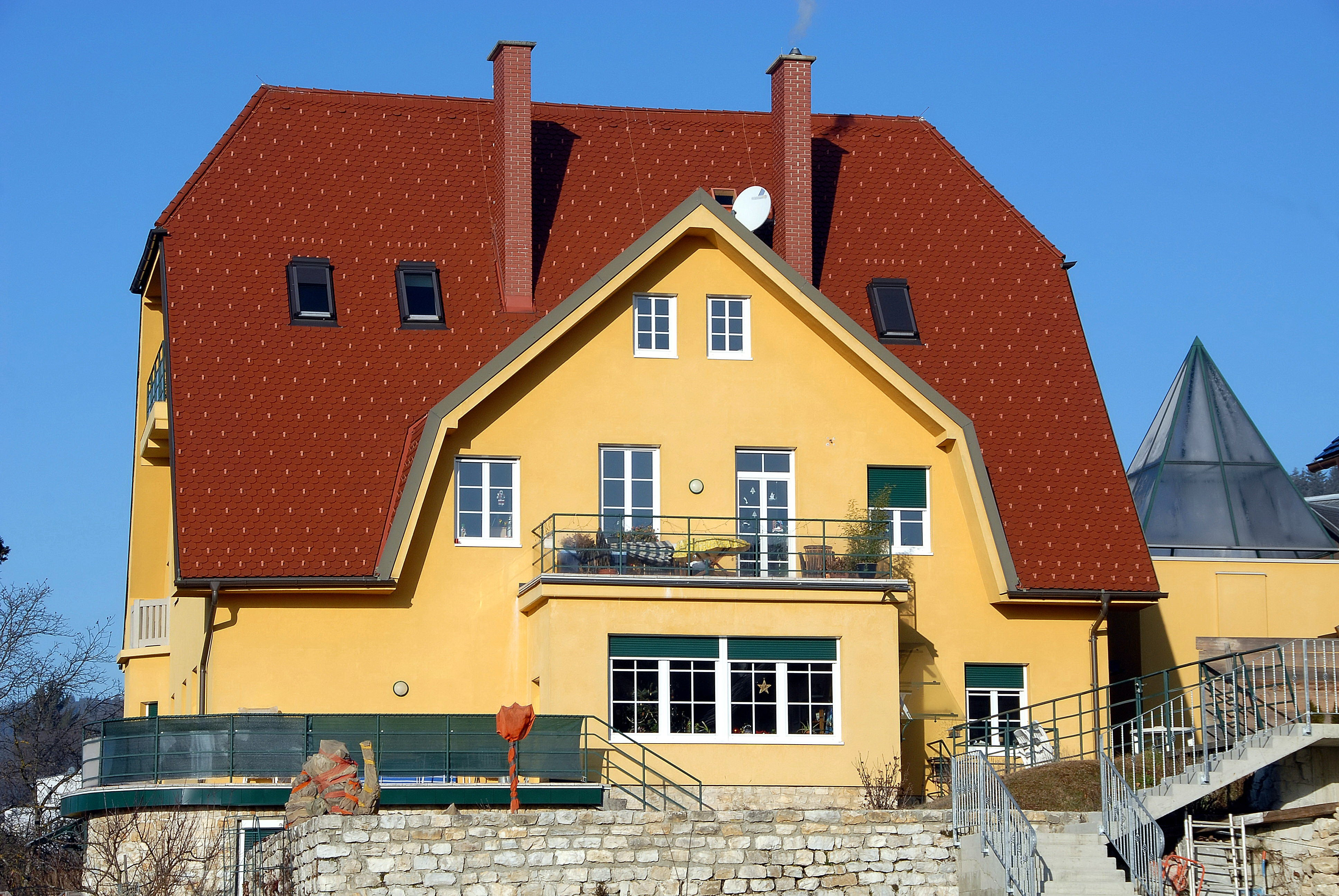
„Villa Schmidhammer“ (Baumeister Richelmo Missoni, 1913), Gartenweg 31

- Villa Seeblick, 1888, Hauptstraße 243, Architekt: Josef Victor Fuchs, „romantischer Späthistorismus“
- Villa Seewarte1893 (vormals Villa Lemisch), Hauptstraße 241, Architekt: Josef Victor Fuchs
- Villa Wahliss, abgerissen 1976
- Villa Holbein, 1896 (heute Hotel Astoria), Annastraße 43, Architekt: Josef Viktor Fuchs
- Villa Seehort, 1893 (Villa Kainz – Seehotel Kainz), Hauptstraße 133, Architekt: Carl Langhammer
- Villa Hoyos, 1895, Hauptstraße 120, nach Plänen eines französischen Architekten für Graf Hoyos errichtet
- Villa Miralago, 1893 (vormals Villa „Lugg in See“, Villa Urban) Hauptstraße 129, Architekt Carl Langhammer, Wien

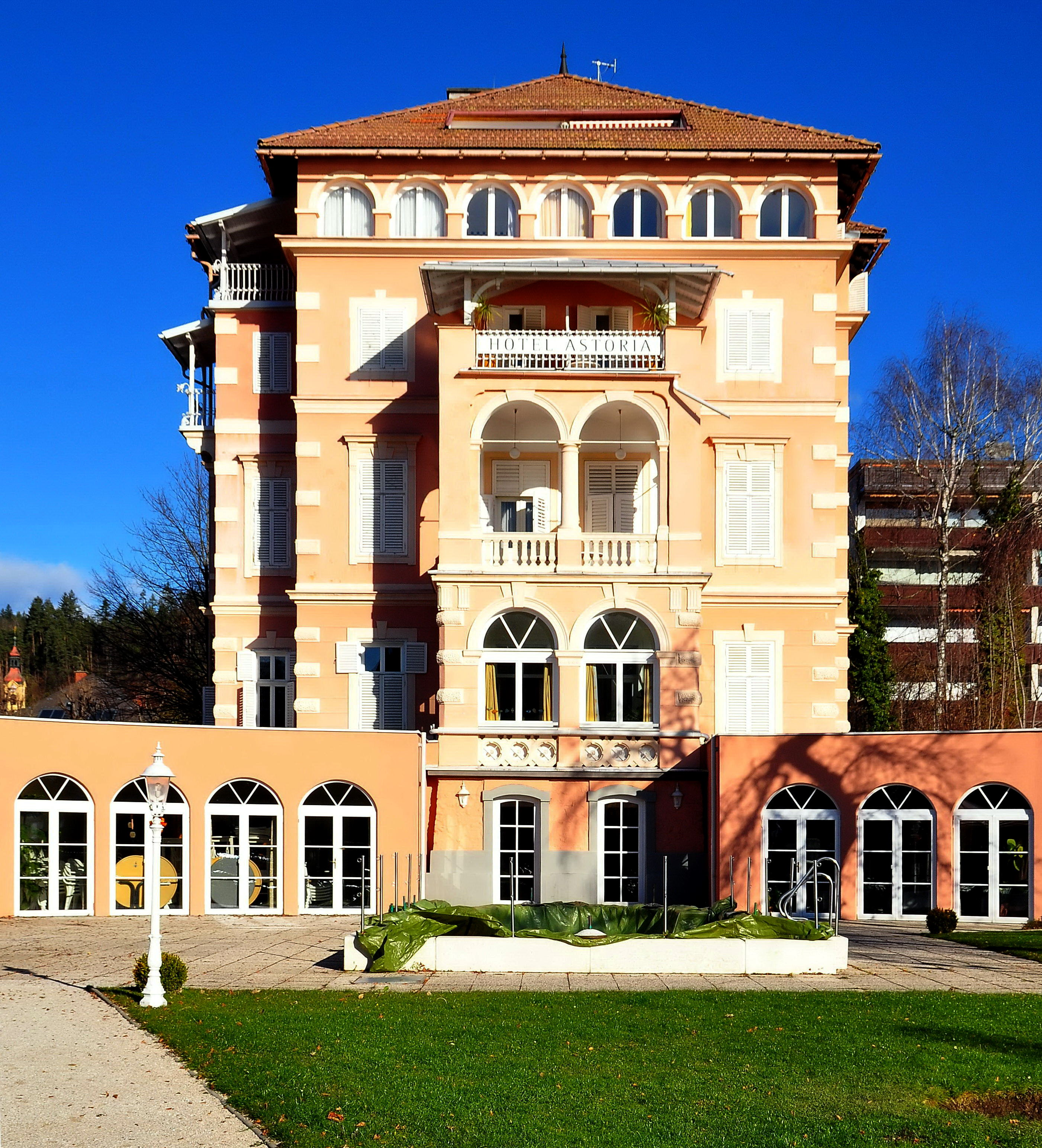
Hotel Astoria, 1895, Pörtschach
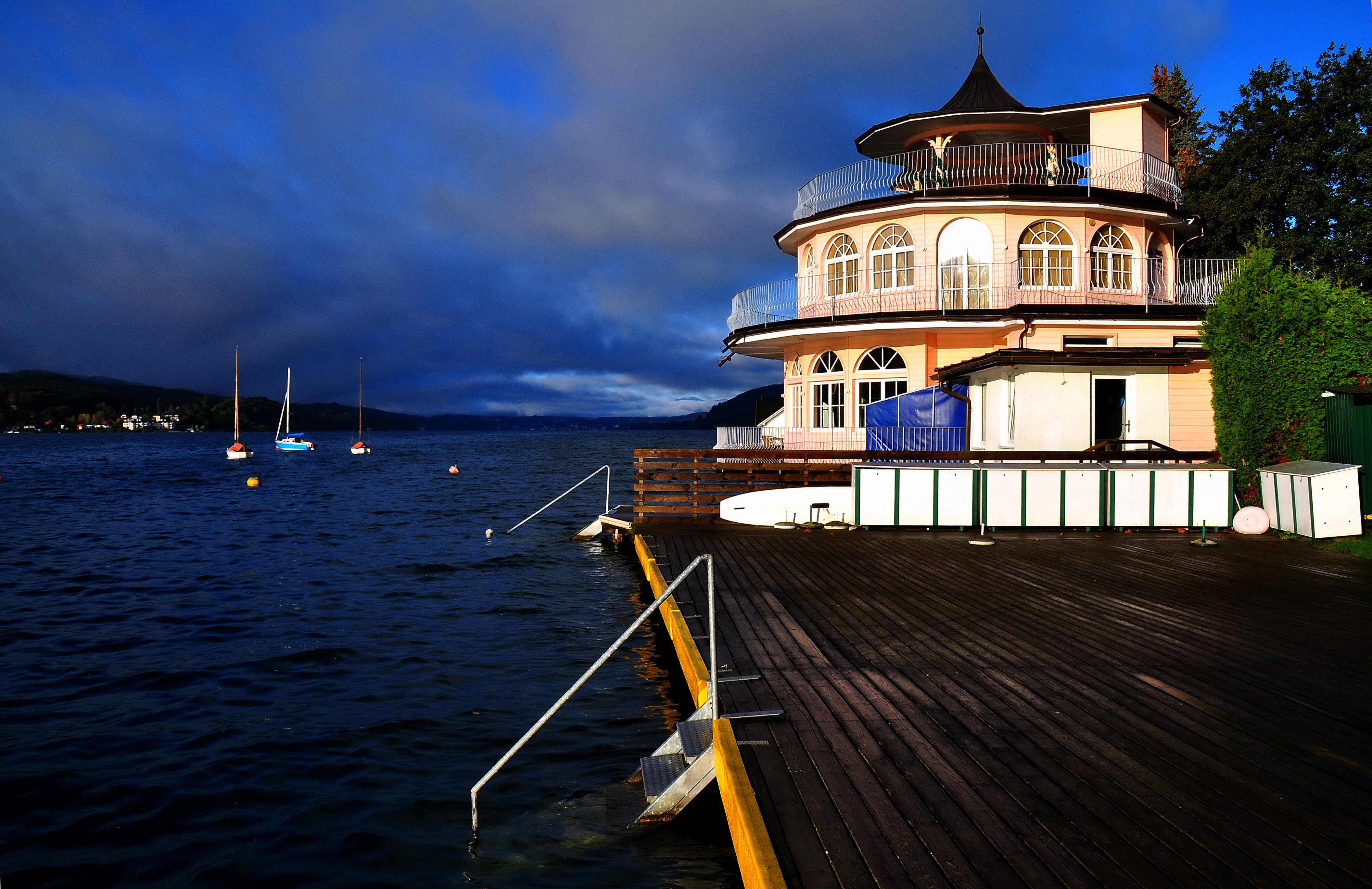
„Hausboot“ (Architekt Sigmund Schiffler, 1928), Strandpromenade 10
Villa Hoyos, um 1895, franz. Architekt
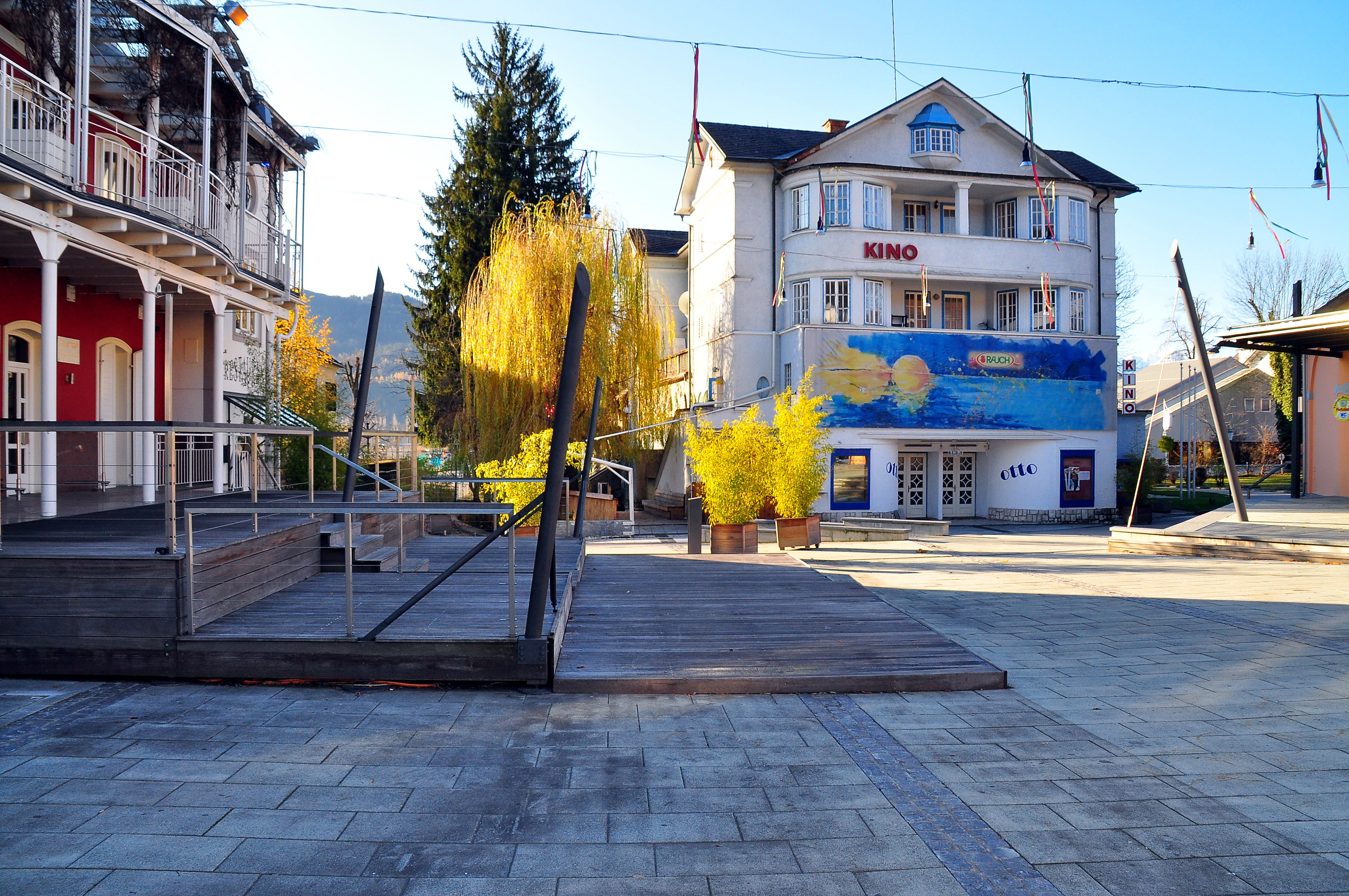
Werzer Kino, 1930, Werzer Promenade 1, Pörtschach

- Villa Schnür, 1923 und Badehaus 1926, Hauptstraße, Architekt: H. Kowatsch
- Werzer Kino, 1930, Werzer Promenade 1, Architekt: Franz Baumgartner
- Villa Luckmann, 1913, Werftenstraße 67, Architekt: Franz Baumgartner
- Villa Turkovic, 1913, Werftenstraße 73, Architekt: Franz Baumgartner
- Lieleg Schlössl, 1899, Hauptstraße 102, Architekt: Carl Miller, Umbau: Franz Baumgartner 1911
- Villa Edelweiss, 1910, Hauptstraße 106, Architekt: Franz Baumgartner
- Villa Schmidhammer, 1913, Gartenweg 31 (Sallach), Architekt: Karl Wolschner (Otto Wagner-Schüler)
- Angerer Schlössl, (vormals Wörtherseeschlössl), Angererweg 77 (Werftenstraße 101), Architekt: Alexander Graf
- Haus Orosz, 1925, Seeuferstr.24, Architekt: Franz Baumgartner
- Villa Karrer, 1926, Roseneckstraße 55, Architekt: Franz Baumgartner

### Techelsberg
- Kraftwerk Forstsee

### Velden
- Villa Helene, 1890
- Mösslacherhaus, 1909/10, Karawankenplatz 1, Architekt: Franz Baumgartner
- Hotel Kointsch, 1909, Karawankenplatz 2, Architekt: Franz Baumgartner
- Villa Maire, 1920, Unterwinklerner Straße 12, Architekt: Franz Baumgartner
- Hotel Carinthia, 1924, Karawankenplatz 3–4, Architekt: Franz Baumgartner
- Villa Stelzer, 1925, Rosentaler Straße 14, Architekt: Franz Baumgartner
- Villa Klutzke, 1925/30, Rosentaler Straße 10, Architekt: Franz Baumgartner
- Haus Kretschmann, 1929, Seecorso 7, Architekt: Franz Baumgartner
- Haus Gessenharter, 1930,  Rosentaler Straße 12, Architekt: Franz Baumgartner
- Schloss Velden, Seecorso 10
- Hotel Hubertushof,  Europaplatz 1
- Villa Carinthia, Bahnhofstraße 26
- Gemeindeamt am Gemonaplatz

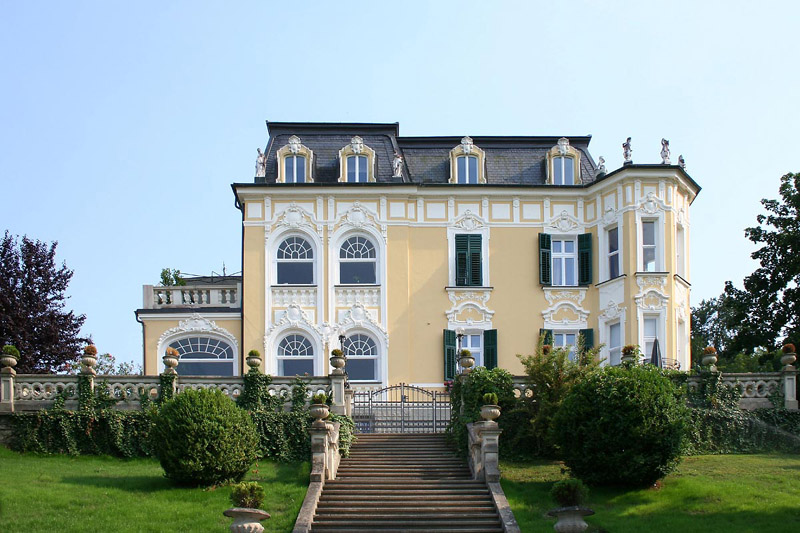
Villa Helene, 1890
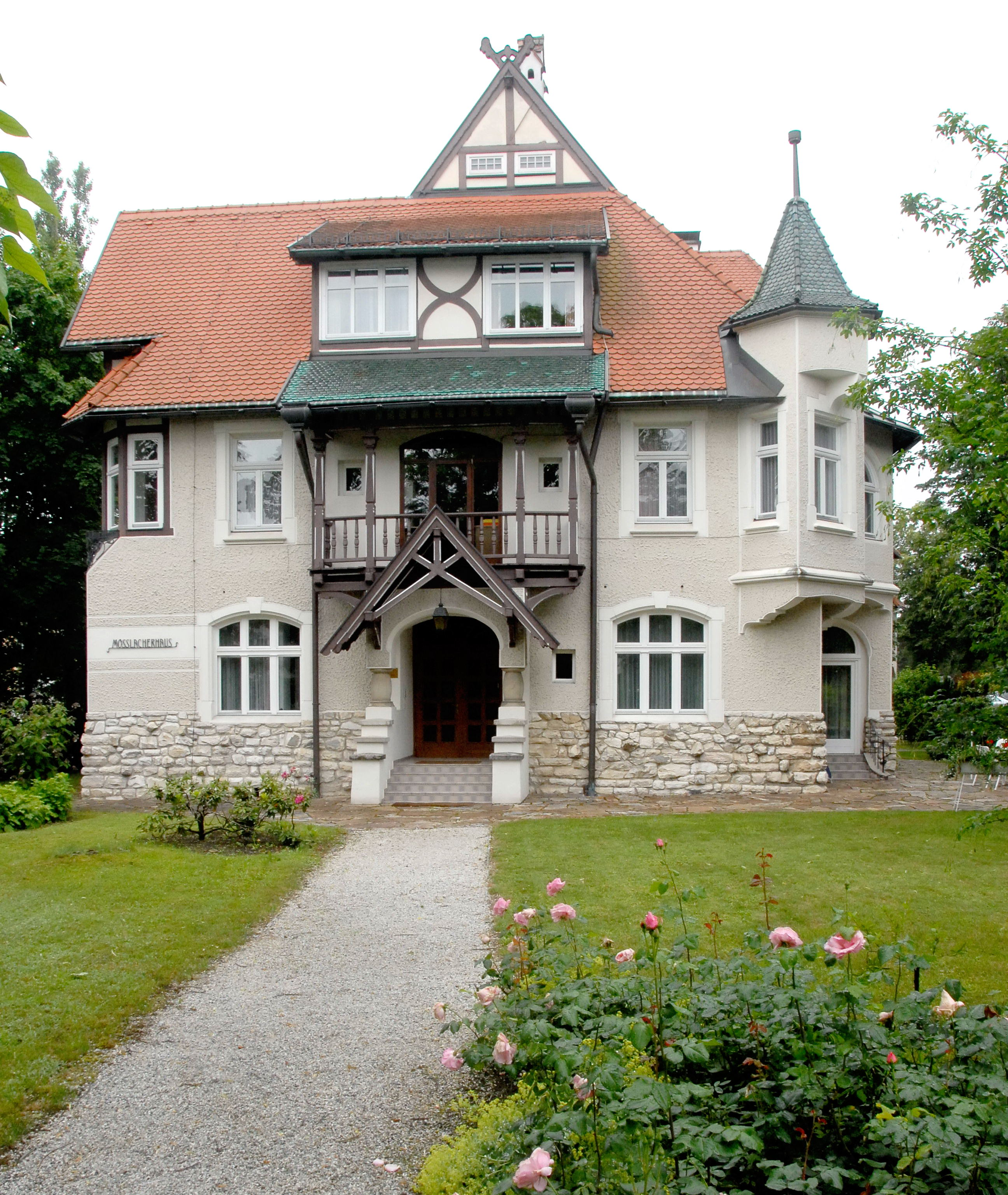
Mösslacherhaus, 1909/10
Süd-Ansicht des Hotels Kointsch, entworfen von Franz Baumgartner im Jahr 1909
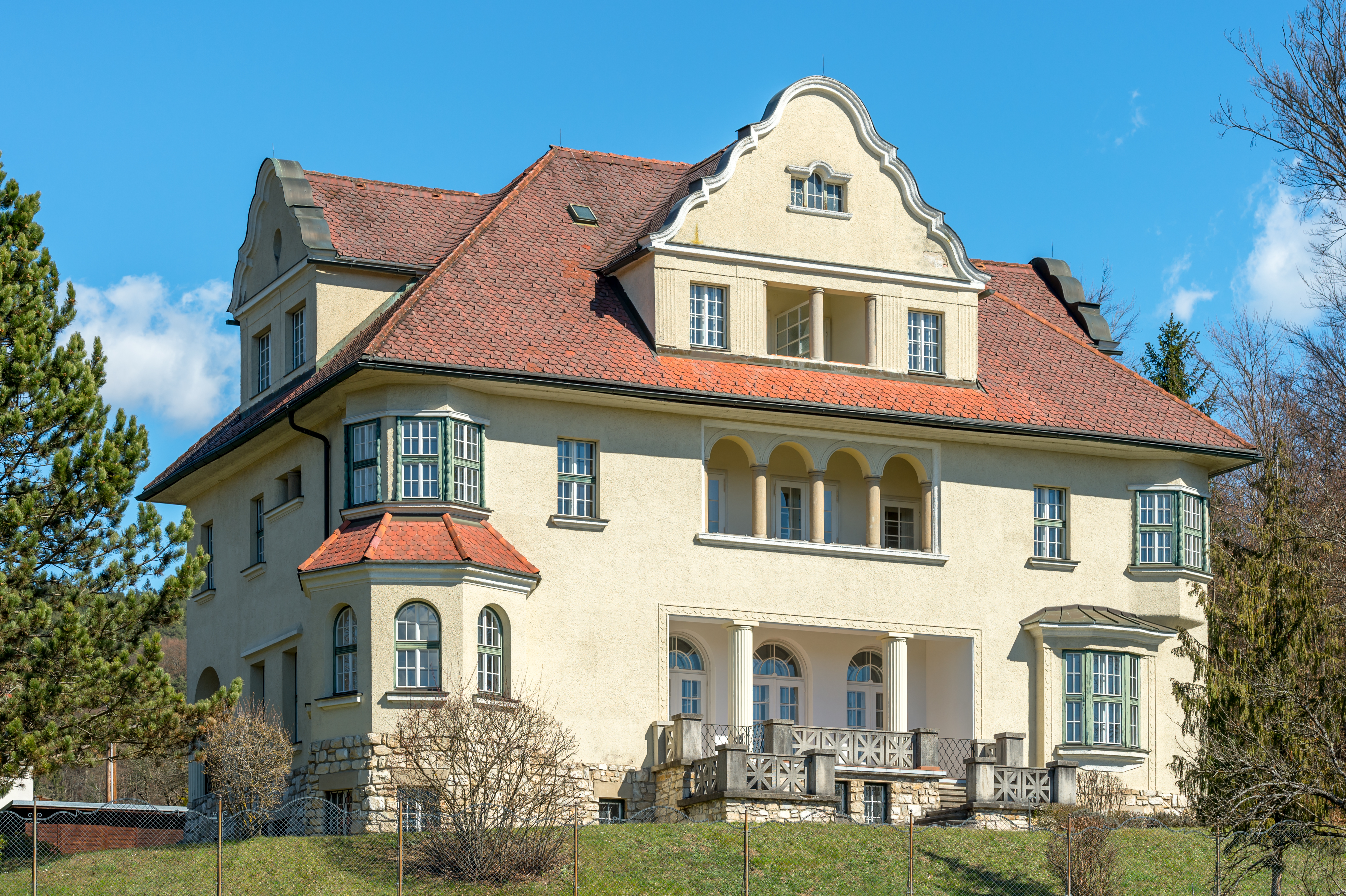
Villa Maire, entworfen von Franz Baumgartner und erbaut im Jahr 1920
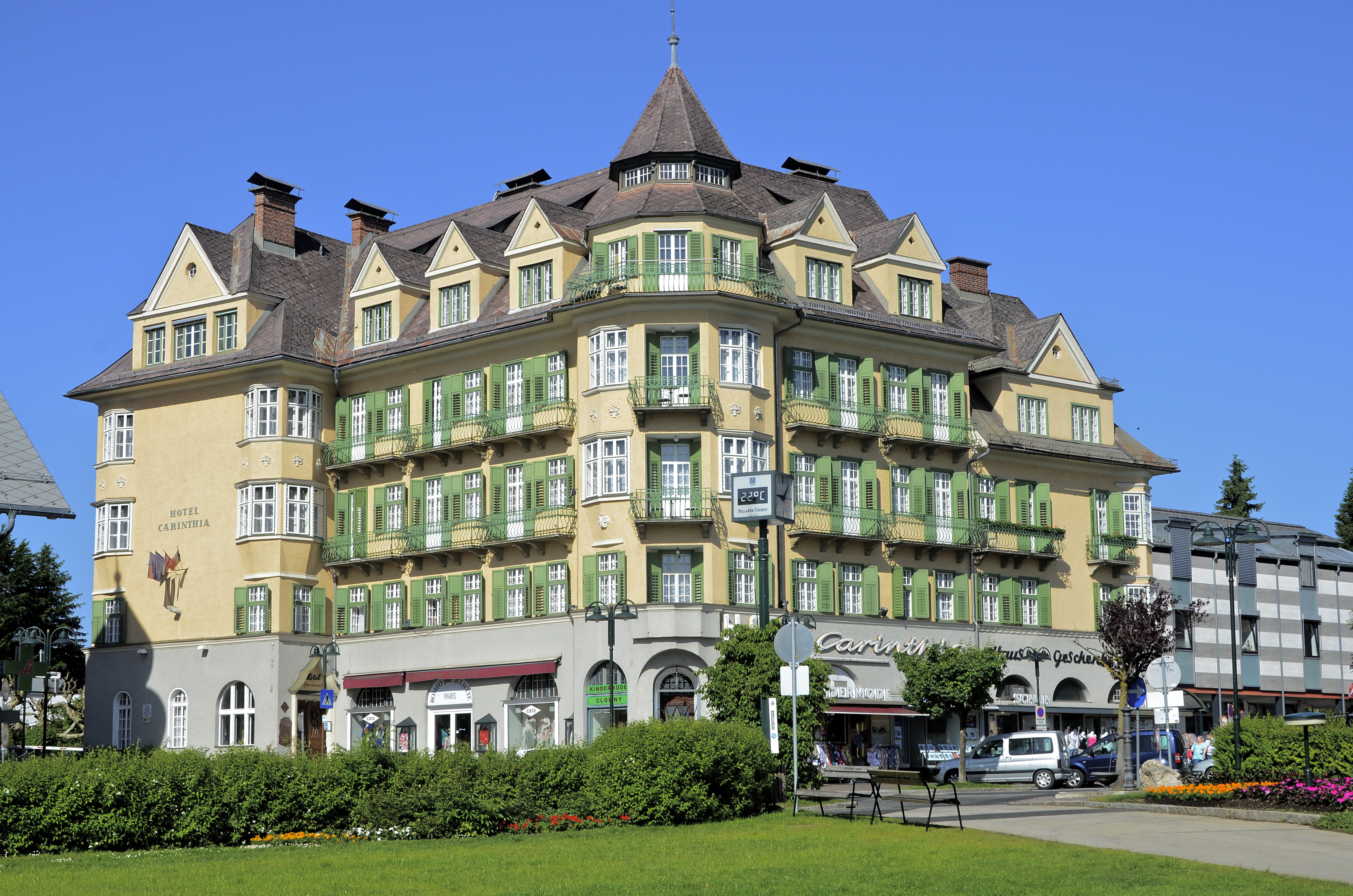
Hotel Carinthia, entworfen von Franz Baumgartner 1924/26
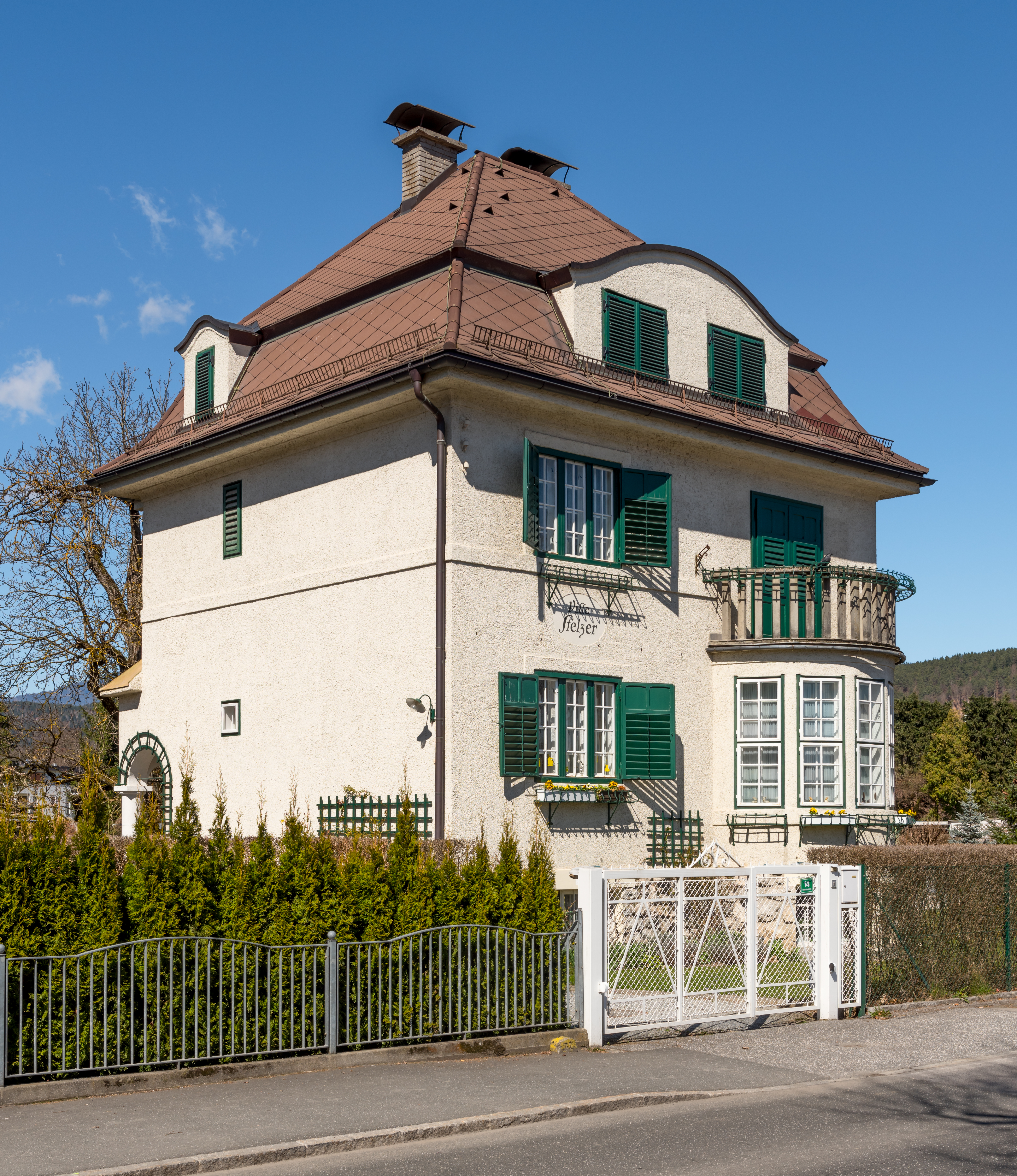
Villa Stelzer, Entwurf von Franz Baumgartner im Jahr 1925
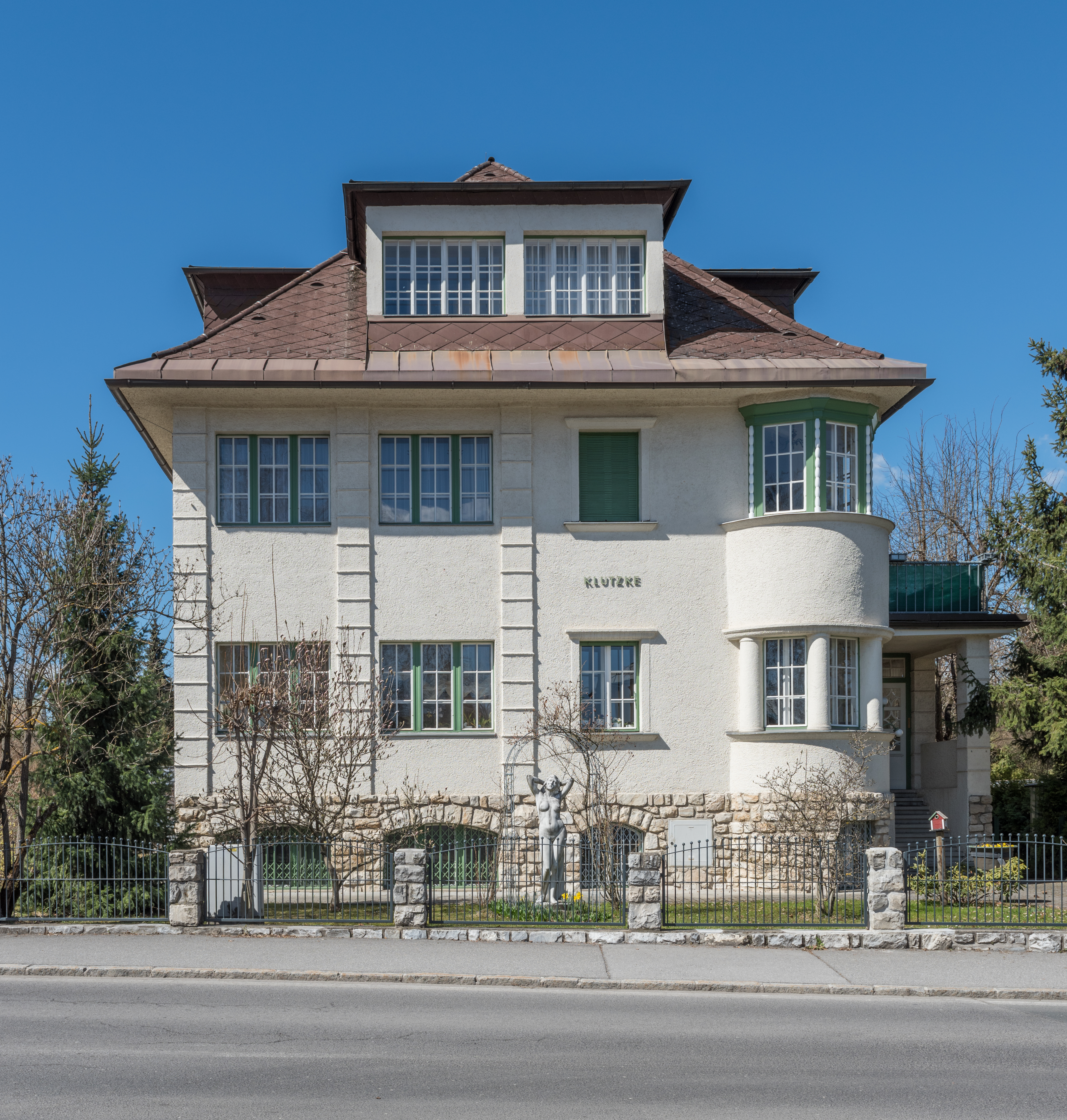
Villa Klutzke, entworfen von Franz Baumgartner 1925/30
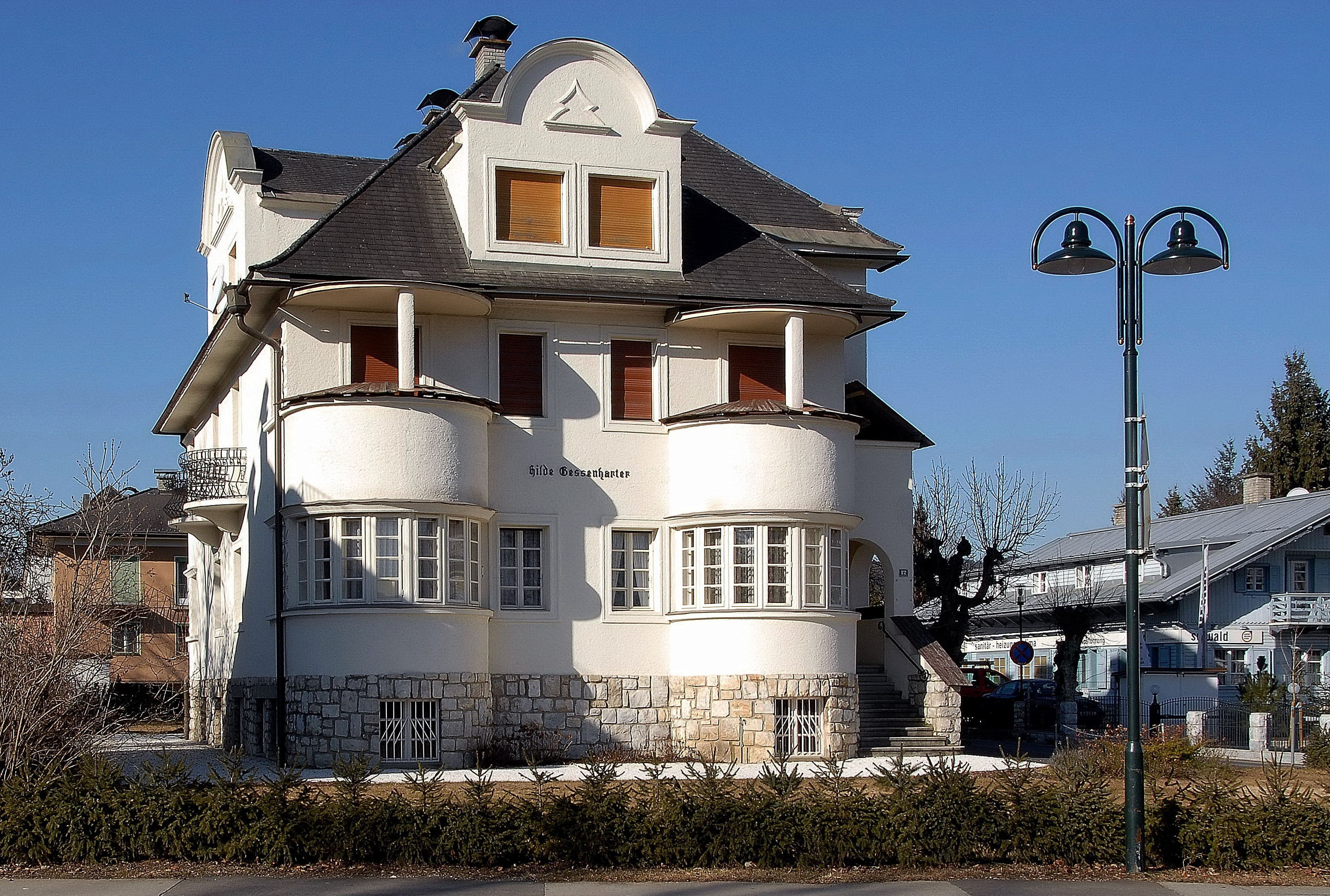
Haus Gessenharter, entworfen von Franz Baumgartner und erbaut im Jahr 1930
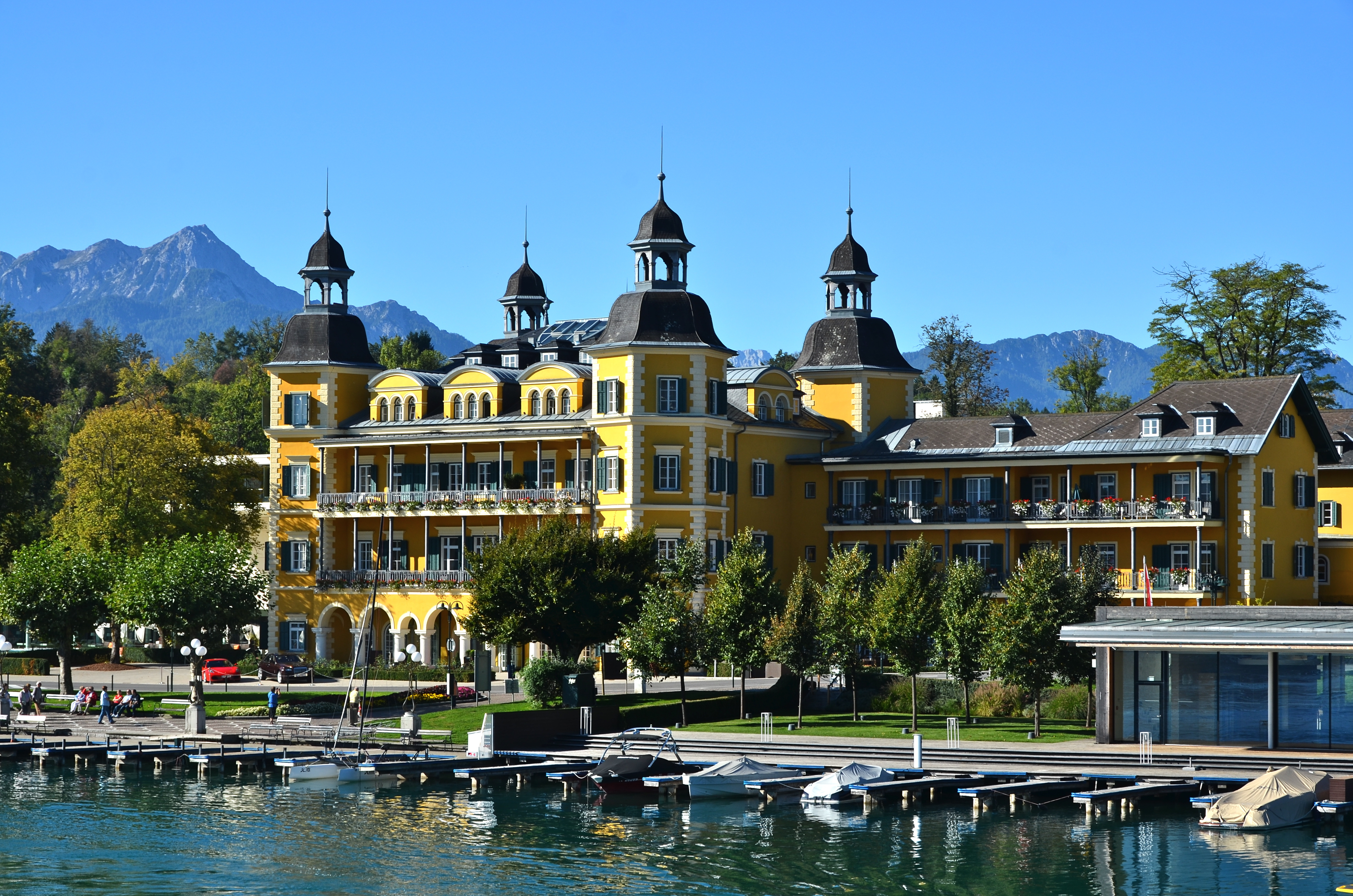
Schloss Velden, Südwestansicht
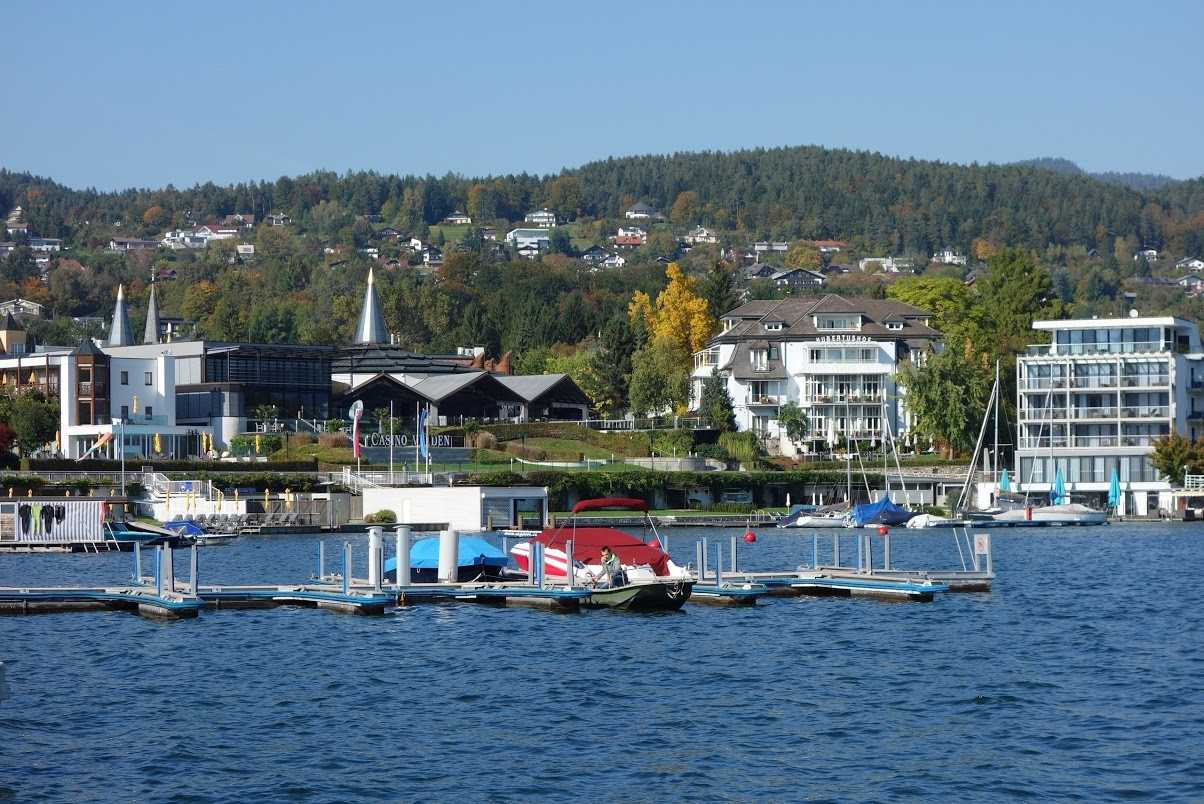
Hotel Hubertushof
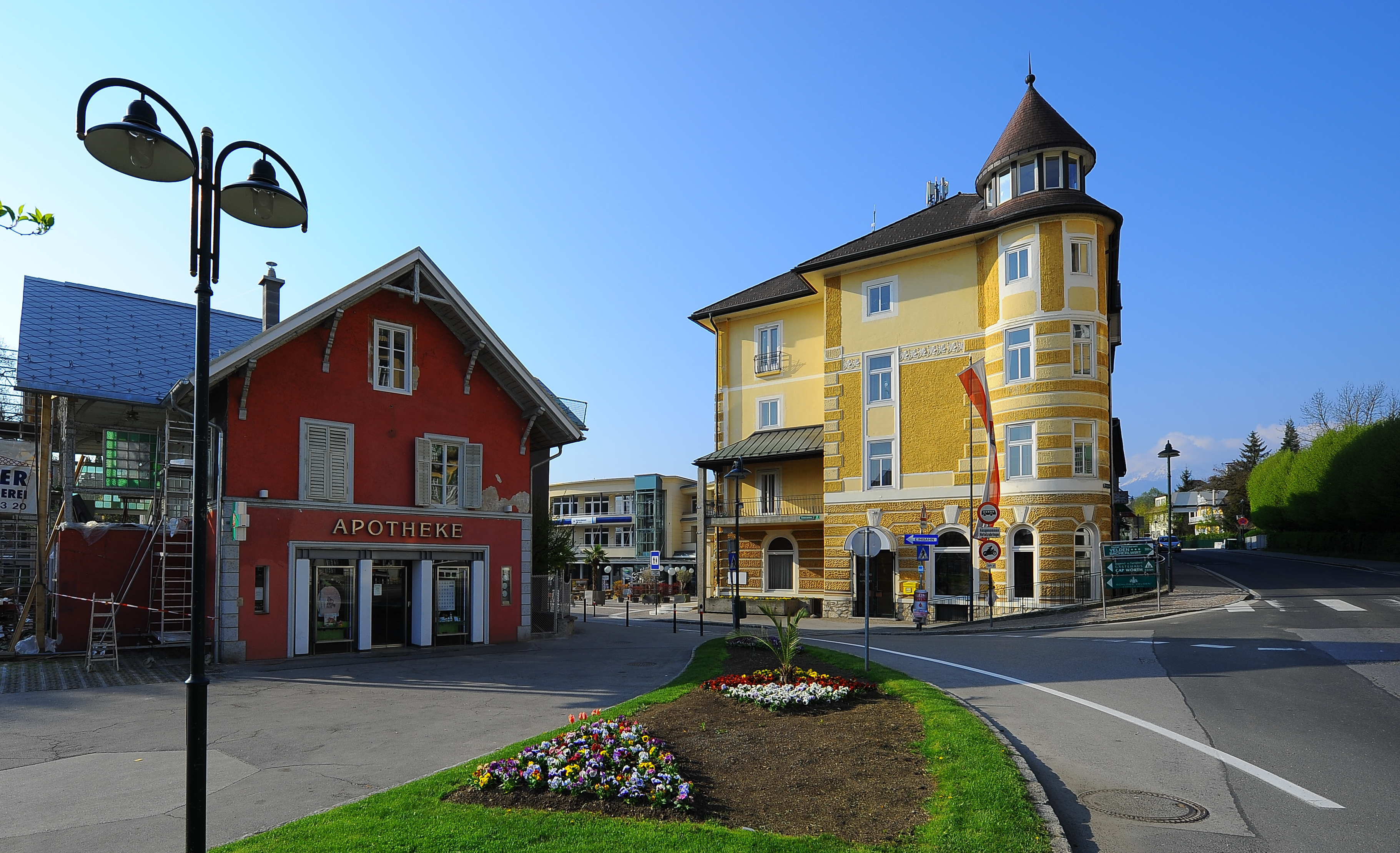
Gemeindeamt am Gemonaplatz
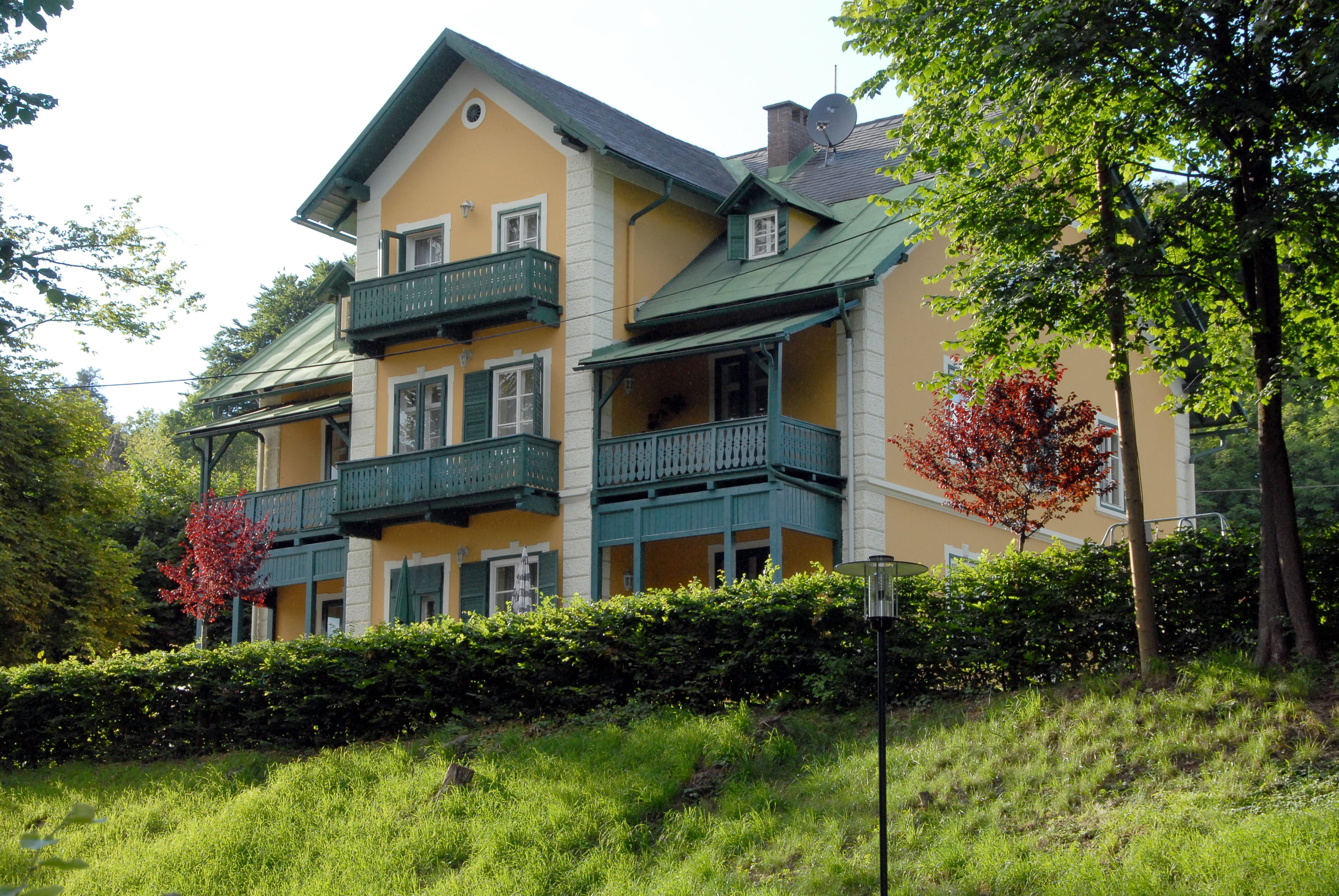
Villa Carinthia, erbaut Ende des 19. Jahrhunderts

- Feuerwache, Spritzenhaus 1925, Bäckerteichstraße 1, Architekt: Franz Baumgartner

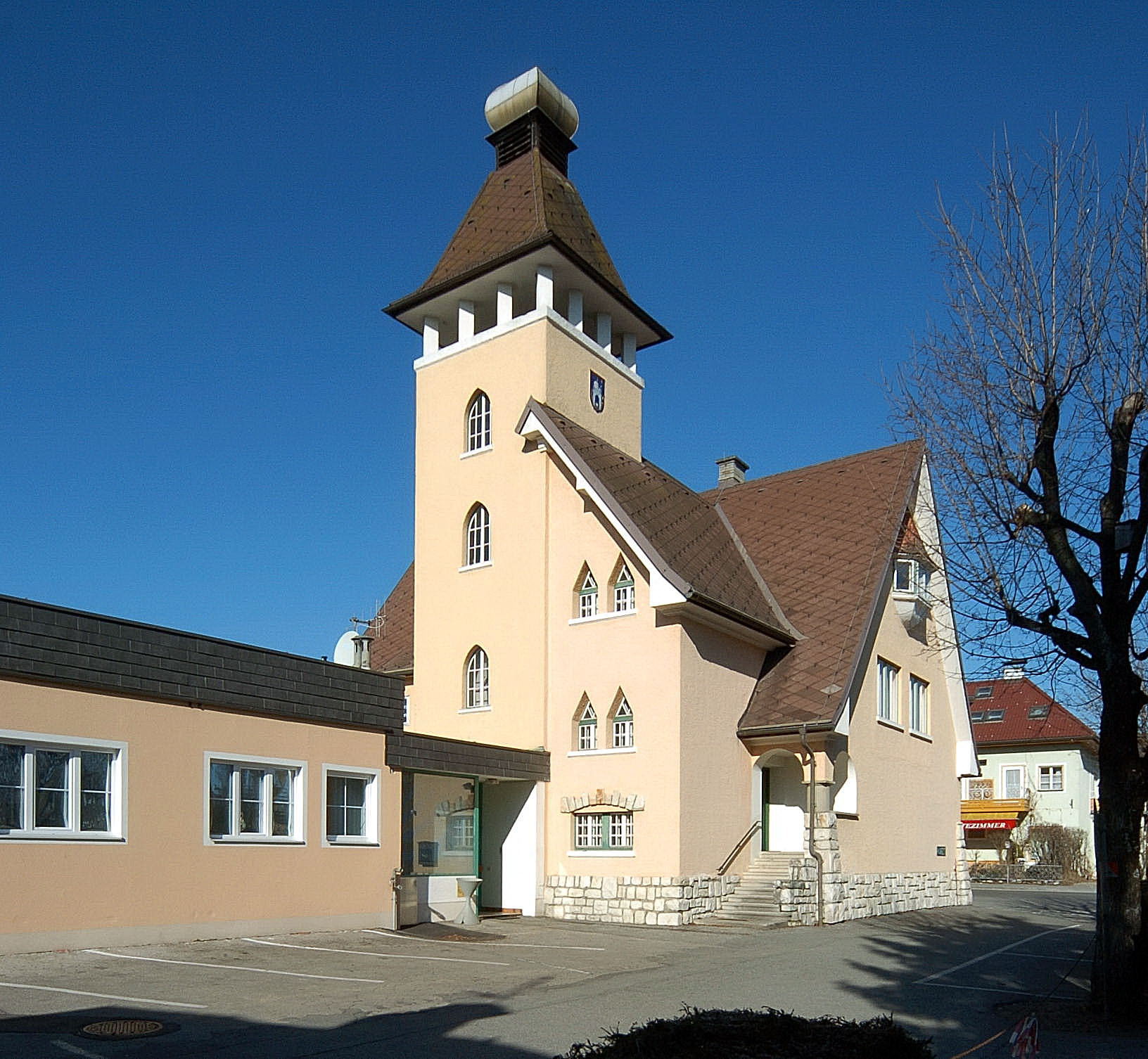
Feuerwache, Spritzenhaus
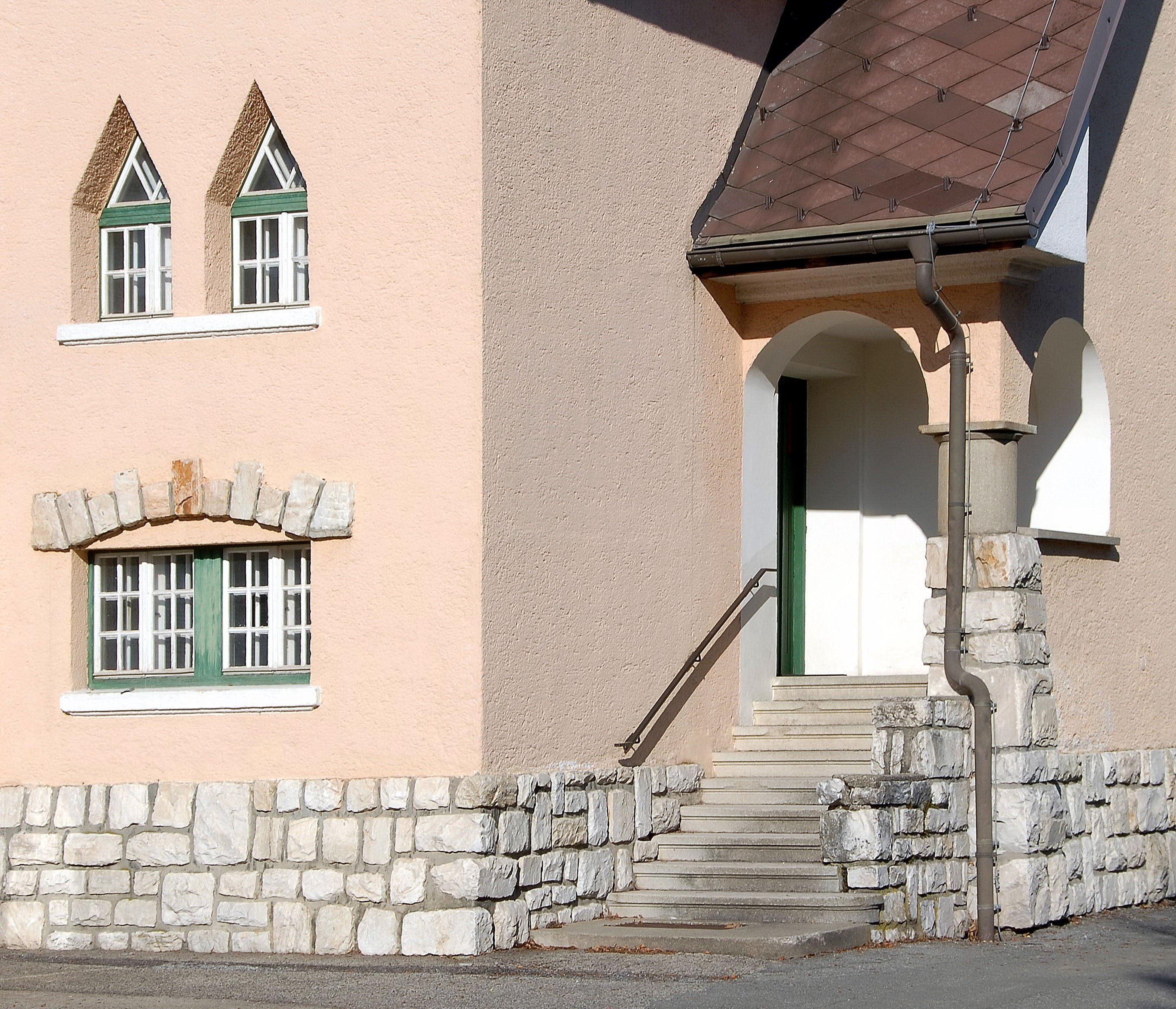
Treppenaufgang zur Feuerwache
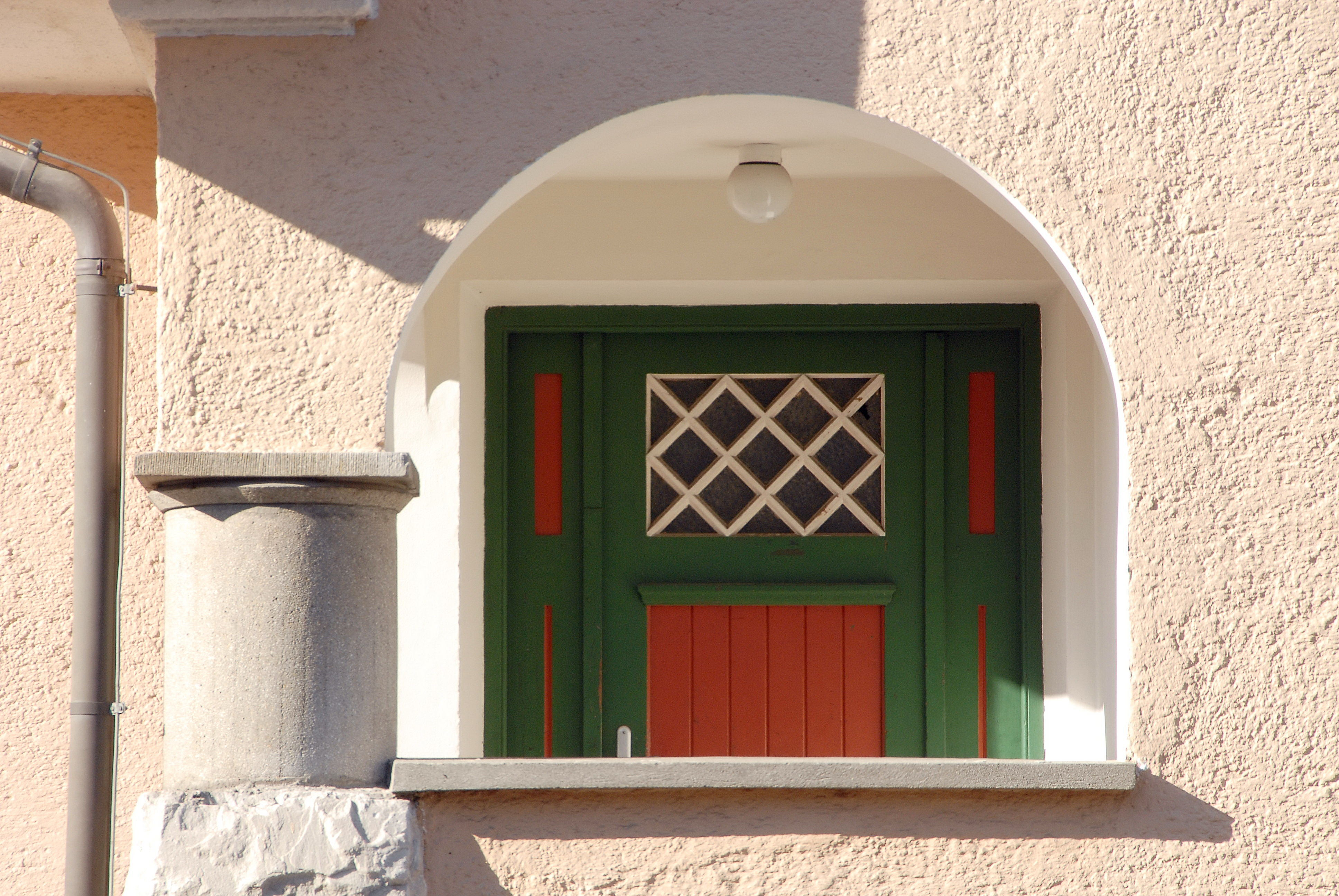
Windfangfenster vor dem Eingang zur Feuerwache
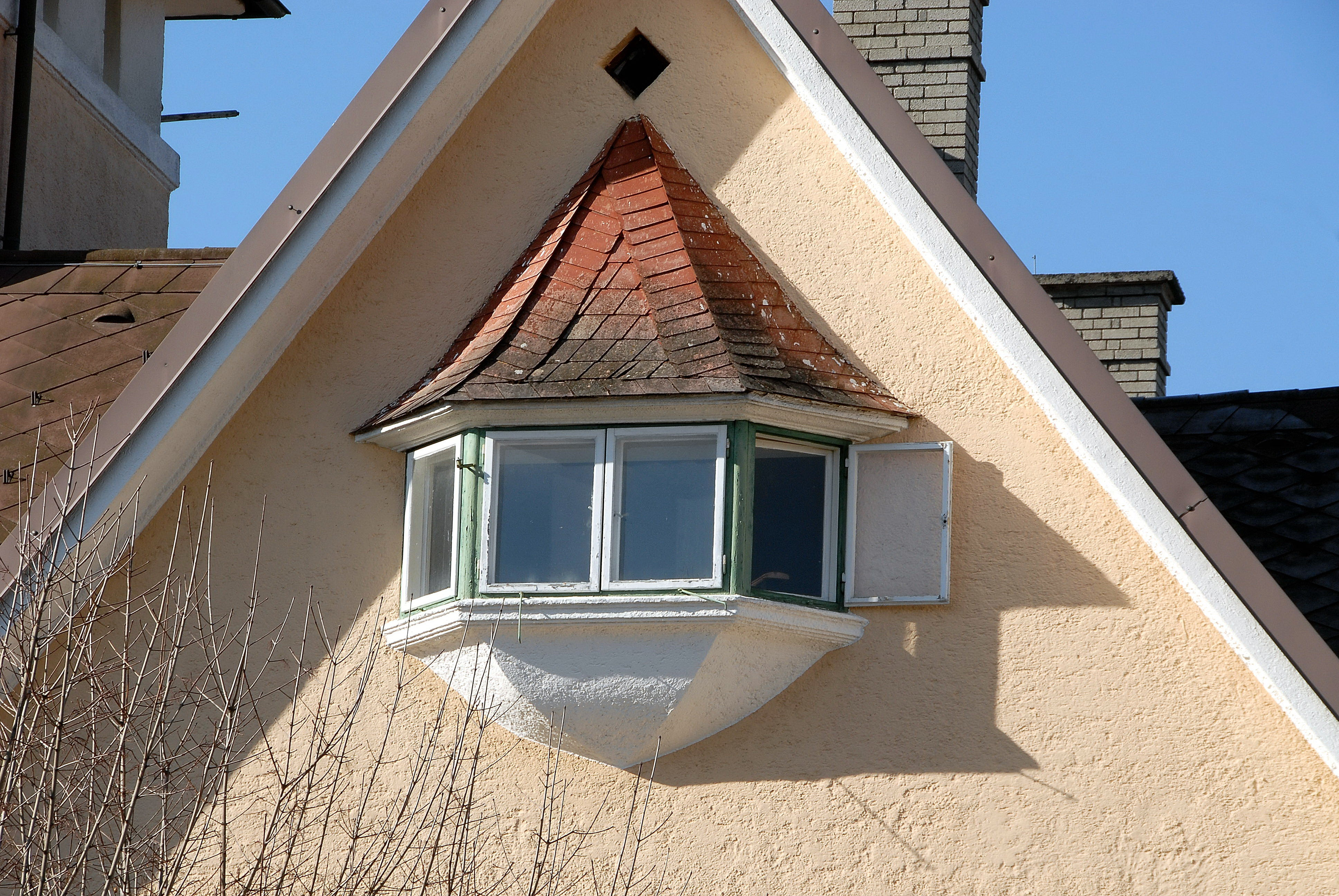
Erkerfenster an der östlichen Giebelwand der Feuerwache

### Südufer
- Villa Ast
- Maria Wörth – Kirche
- Schloss Reifnitz 360° Panorama Schlossreifnitz (siehe Weblinks unten)
- Schloss Sekirn
- Villa Siegel (ehemals Villa Mahler)
- Villa Schwarzenfels, Maiernigg
- Villa Samek